# Urzeczona
Urzeczona (tytuł oryg. Spellbound) – amerykański psychologiczny dreszczowiec noir z 1945 w reżyserii Alfreda Hitchcocka i według scenariusza Bena Hechta, będącego luźną ekranizacją powieści The House of Dr. Edwardes autorstwa Johna Palmera i Hilary’ego St George’a Sandersa z 1927. W rolach głównych wystąpili Ingrid Bergman i Gregory Peck. Akcja filmu rozgrywa się w fikcyjnej klinice psychiatrycznej Green Manors w stanie Vermont. Po przejściu na emeryturę przez doktora Murchisona (Leo G. Carroll) nowym dyrektorem placówki zostaje szanowany i uznany w środowisku medycznym Anthony Edwardes (Peck). Jego młody wiek oraz niecodzienne zachowanie zwraca uwagę chłodnej doktor Constance Petersen (Bergman).
Film, będący jednym z pierwszych w Hollywood, który w tak otwarty sposób podejmował temat psychoanalizy, cieszącej się w owym czasie wśród amerykańskiej społeczności rosnącym zainteresowaniem, okazał się komercyjnym sukcesem mimo mieszanych recenzji. Z jednej strony krytycy zarzucali Hitchcockowi wybiórcze potraktowanie freudowskiej metody leczenia, z drugiej zwracali uwagę na plastyczną i wizualną oprawę filmu oraz sprawną reżyserię, zapewniającą suspensowy charakter. Urzeczona otrzymała sześć nominacji do nagrody Akademii Filmowej, zdobywając statuetkę za najlepszą muzykę. Według szacunków film przyniósł dochód w wysokości od 7 do 8 milionów dolarów, co było najlepszym wynikiem w dotychczasowej karierze Hitchcocka.

## Fabuła
Akcja filmu rozgrywa się w klinice psychiatrycznej Green Manors w amerykańskim stanie Vermont. Do gabinetu doktor Constance Petersen (Ingrid Bergman) zostaje wezwana pacjentka Mary Carmichael (Rhonda Fleming). Leżąc na kozetce opowiada o swej nienawiści w stosunku do mężczyzn. Uznając, że Petersen nie traktuje jej poważnie, w napadzie furii rzuca książką w stronę doktorki. Personel wyprowadza pobudzoną Carmichael z gabinetu. Rozmowę Petersen z doktorem Fleurotem (John Emery) – bezskutecznie usiłującym zwrócić na siebie uwagę powściągliwej lekarki (część pracowników twierdzi, iż jest „pozbawiona emocji”) – przerywa doktor Murchison (Leo G. Carroll), chcący się pożegnać przed opuszczeniem posady dyrektora placówki. Jeden z pracowników Green Manors, Harry (Donald Curtis), przyprowadza pacjenta Garmesa (Norman Lloyd). Obserwując jak Petersen otwiera nożem koperty z pocztą, oferuje jej swoją pomoc, lecz lekarka ją odrzuca. Kobieta dostrzega przez okno przyjazd nowego dyrektora placówki Anthony’ego Edwardesa (Gregory Peck), który ma przejąć obowiązki po Murchisonie. Pracownicy kliniki nie kryją swojego zaskoczenia młodym wiekiem Edwardesa.
Wieczorem nowo przybyły dyrektor zjawia się na uroczystej kolacji wydanej dla personelu placówki. Jego młody wygląd zwraca uwagę Petersen. Podczas rozmowy kobieta opowiada mu m.in. o pomyśle budowy drewnianego basenu, „rysując” widelcem po obrusie swoją wizję. Ślady zakrzywionych linii wywołują atak agresji u Edwardesa, czym wzbudza zdziwienie pozostałych pracowników obecnych przy stole. Zakłopotany przeprasza za niestosowne zachowanie, a następnie nożem zaciera nerwowo pozostawione na obrusie ślady.
Nazajutrz, w trakcie rozmowy z Fleurotem, Harry wręcza Petersen imiennie podpisaną przez Edwardesa notatkę, wzywającą ją do jego gabinetu. Na miejscu tłumaczy Garmesowi, cierpiącemu na poczucie winy spowodowane śmiercią ojca, że jest to wynik błędnego wyobrażenia, powstałego prawdopodobnie w dzieciństwie. W międzyczasie do gabinetu telefonuje kobieta imieniem Norma Cramer (Janet Scott), której Edwardes nie rozpoznaje. Traktując to jako żart, odkłada słuchawkę. Jego rozmowa z Petersen przeradza się w mini-wykład na temat kompleksu winy, po czym zaprasza lekarkę na spacer, podczas którego rozmawiają o uczuciach, przyczynach miłości i romantycznych uniesieniach. Następnie udają się na wspólny posiłek. Gdy spóźniona Petersen wraca do kliniki, wysłuchuje pod swym adresem ironicznych uwag ze strony pozostałych pracowników, w tym od Fleurota.

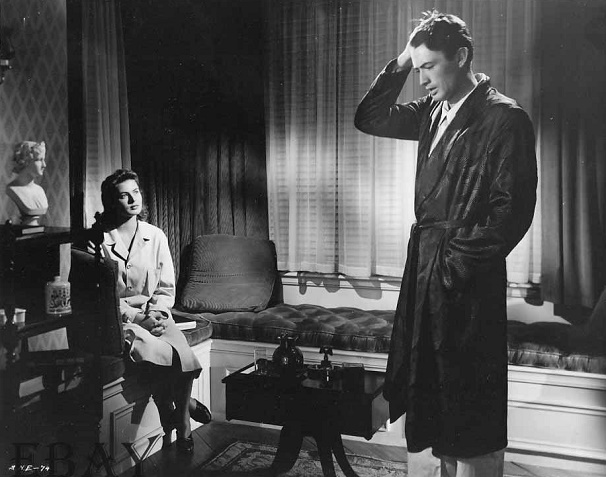
Bergman i Peck w kadrze z filmu

Wieczorem, nie mogąc zasnąć, kobieta udaje się do szpitalnej biblioteki, gdzie odnajduje książkę Labirynt kompleksu winy autorstwa Edwardesa, opatrzoną własnoręcznym podpisem doktora. Pod pretekstem porozmawiania o niej, składa wizytę w gabinecie lekarza. Po wzajemnym wyznaniu uczuć, dochodzi do pierwszego pocałunku Edwardesa i Petersen. W trakcie gdy mężczyzna ją przytula, dostrzega na białym szlafroku lekarki cienkie, ciemne prążki, które wywołują w nim stan przestraszenia oraz oszołomienia. Napiętą atmosferę rozładowuje telefon z wiadomością, że Garmes w stanie amoku usiłował zabić Fleurota, a następnie poderżnął sobie gardło i znajduje się w ciężkim stanie. Edwardes i Petersen udają się na salę operacyjną, gdzie lekarz ponownie zdradza objawy zdenerwowania, po czym traci przytomność.
Gdy Edwardes śpi, czuwająca przy jego łóżku Petersen porównuje podpis znajdujący się w notatce z tym, który widnieje jako dedykacja w książce; po chwili lekarka nie ma wątpliwości, że oba różnią się od siebie. Przebudziwszy się, mężczyzna przeprasza za swe zachowanie, a kiedy Petersen pyta go o jego prawdziwą tożsamość, przyznaje się do morderstwa Edwardesa, tłumacząc, że cierpi na psychozę powiązaną z amnezją i nie pamięta, kim jest naprawdę. Zakochana w nim lekarka odrzuca jego wyznanie, podejrzewając, że wystąpił u niego kompleks winy. Mężczyzna przypomina sobie, że przed przyjazdem do kliniki, w trakcie pakowania znalazł w kieszeni płaszcza papierośnicę z inicjałami „J.B.” Petersen jest przekonana, że to jego inicjały. Informuje go, że rano zgłosi jego niemożność w pełnieniu obowiązków spowodowaną chorobą. W nocy „J.B.” pisze list, wyjaśniając, że wyjeżdża do Nowego Jorku i zatrzyma się w hotelu w Empire State. Wsuwa notatkę pod drzwi pokoju Petersen, po czym opuszcza teren Green Manors. Następnego dnia w klinice pojawia się Norma Cramer, prawdziwa asystentka doktora Edwardesa. Razem z policją i pracownikami placówki udaje się do pokoju lekarki. Dopiero wtedy Petersen zauważa leżący na podłodze list. Gdy zostaje sama, otwiera go. W obawie, że mężczyzna może podjąć próbę samobójczą, postanawia wymknąć się z kliniki i udać do Nowego Jorku, by odnaleźć, a następnie pomóc „J.B.”

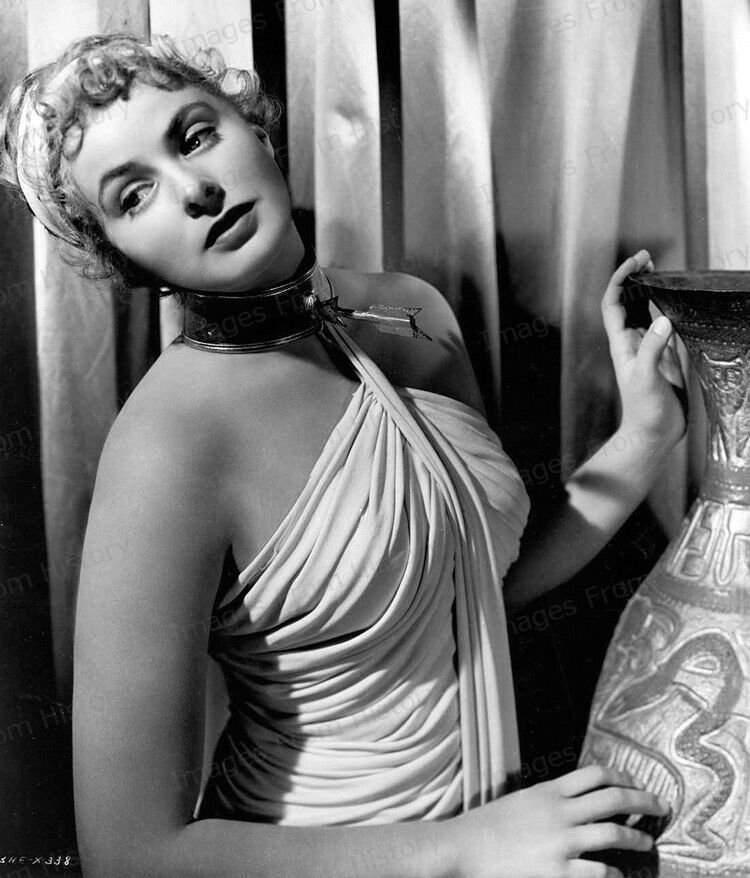
Bergman na fotosie z planu filmu Urzeczona (na zdjęciu w przebraniu bogini, którą miała być w sekwencji snu autorstwa Salvadora Dalí)

Dzięki pomocy detektywa hotelowego (Bill Goodwin) Petersen ustala, że zameldował się on w pokoju 3033 jako John Brown. „J.B.” nie jest zadowolony z jej wizyty, obawiając się o bezpieczeństwo lekarki. Gdy kobiecie udaje się dojść do wniosku, że mężczyzna posiada wiedzę medyczną, przypuszcza, że jest on lekarzem. „J.B.” czyta artykuł prasowy o zaginięciu Edwardesa, sugerujący, że lekarz opuścił kurort w Cumberland Mountains w Appalachach w obecności swojego pacjenta, którym może być właśnie on. Petersen w dalszym ciągu nie wierzy w jego winę i twierdzi, że „J.B.” bezpodstawnie robi z siebie mordercę. Odkrywa na lewej ręce mężczyzny ślady po przeszczepie skóry po leczeniu poparzenia trzeciego stopnia. Na jej prośbę boy hotelowy przynosi do pokoju popołudniowe gazety. W jednej z nich zauważa zdjęcie lekarki zamieszczone przez organy ścigania. Orientując się w sytuacji, Petersen i „J.B.” opuszczają hotel i udają się na dworzec kolejowy. Stojąc w kolejce do kasy, lekarka prosi go, by ten spróbował przypomnieć sobie, do jakiej miejscowości Edwardes kupował bilety. „J.B.” przypomina sobie nazwę Rome, jednak martwi się, że jego zachowanie mogło wzbudzić podejrzenia innych osób. Petersen kupuje dwa bilety do Rome w stanie Georgia, by nie wywoływać domysłów. Decyduje, że pojadą do Rochester w stanie Nowy Jork, gdzie mieszka jej mentor i przyjaciel, doktor Alexander „Alex” Brulov (Michaił Czechow). W trakcie podróży pociągiem „J.B.” przypomina sobie, że jego poparzenie lewej dłoni jest wynikiem zestrzelenia nad Rzymem przez niemieckie myśliwce podczas transportu służby medycznej.
Po przybyciu na miejsce okazuje się, że Brulov chwilowo wyszedł. W jego domu czeka dwóch detektywów policyjnych – porucznik Cooley (Art Baker) i sierżant Gillespie (Regis Toomey) – nie mających świadomości prawdziwej tożsamości „J.B.” i Petersen. Gdy Brulov wraca, lekarka przedstawia mu „J.B.” jako swojego męża Johna Browna i tłumaczy, że są w podróży poślubnej. Na jego prośbę para zatrzymuje się u niego. Obydwoje udają się do pokoju gościnnego na piętrze, gdzie cienkie linie odbijające się na narzucie łóżka powodują kolejny moment zdenerwowania mężczyzny. Podczas wieczornej toalety „J.B.” ponownie cierpi na zaburzenia pamięci, a otaczająca go w łazience biel powoduje w nim atak paniki. Chwyta za brzytwę i oszołomiony schodzi po schodach na dół, gdzie czeka na niego Brulov, proponując mu szklankę mleka i herbatniki. Nad ranem, kiedy „J.B.” śpi, Brulov przyznaje Petersen, że od początku wiedział o niebezpiecznej naturze mężczyzny, Dlatego podając mu szklankę mleka, dosypał niewielką dawkę bromku. Profesor podejrzewa, że „J.B.” stanowi zagrożenie oraz, że cierpi na schizofrenię, jednak lekarka usiłuje przekonać go, że cały plan jest częścią terapii, mającej pomóc mu w odzyskaniu pamięci. Wyznaje, że kocha „J.B.” i wierzy w jego niewinność. Po przebudzeniu mężczyzna opowiada o swoim śnie, po czym słucha objaśnienia ukrytych znaczeń w nim zawartych. Obserwując jego reakcję zaskoczenia na padający za oknem śnieg, Brulov przypuszcza, że może on cierpieć na światłowstręt, lecz Petersen wyraża przekonanie, że mężczyzna pojechał na narty z Edwardesem. Pomaga mu w przypomnieniu sobie nazwy ośrodka wypoczynkowego, Gabriel Valley. Udają się na miejsce najbliższym pociągiem. Zjeżdżając na nartach po długim zboczu, „J.B.” przypomina sobie traumatyczny moment z dzieciństwa, w wyniku którego śmierć poniósł jego młodszy brat (Teddy Infuhr). W ostatniej chwili ratuje lekarkę przed zbliżającym się końcem krawędzi stromego zbocza. W tym miejscu zginął Edwardes.
Konfrontacja „J.B.” z poczuciem winy, spowodowanym bolesnym epizodem z dzieciństwa, sprawia, że stopniowo odzyskuje on pamięć. Przypomina sobie także swoje prawdziwe imię i nazwisko – John Ballantyne – oraz kilka innych szczegółów dotyczących jego spotkania z doktorem Edwardesem, który pomagał mu uporać się z przeżyciami wojennymi. Policja pod dowództwem porucznika Cooleya aresztuje Ballantyne’a, ponieważ w ciele Edwardesa znaleziono pocisk, co wskazuje na morderstwo. Petersen powraca do pracy w Green Manors. Podczas rozmowy z lekarką Murchison, pełniący obowiązki dyrektora, omyłkowo wspomina, że słabo znał Edwardesa (mimo że wcześniej temu zaprzeczał). Petersen, zdając sobie sprawę z oszustwa, jakiego dopuścił się lekarz, ponownie przegląda notatki będące zapisem snu Ballantyne’a. Następnie udaje się do gabinetu Murchisona, gdzie po krótkiej rozmowie lekarz przyznaje się do morderstwa Edwardesa – motywem zbrodni było przejęcie posady dyrektora kliniki. Zdesperowany wyciąga z biurka rewolwer i mierzy w stronę Petersen, lecz gdy lekarka z dużym spokojem opuszcza gabinet, zamykając za sobą drzwi, sprawca popełnia samobójstwo. W ostatniej scenie Brulov życzy nowożeńcom (Petersen i Ballantyne’owi) udanego miesiąca miodowego.

## Obsada

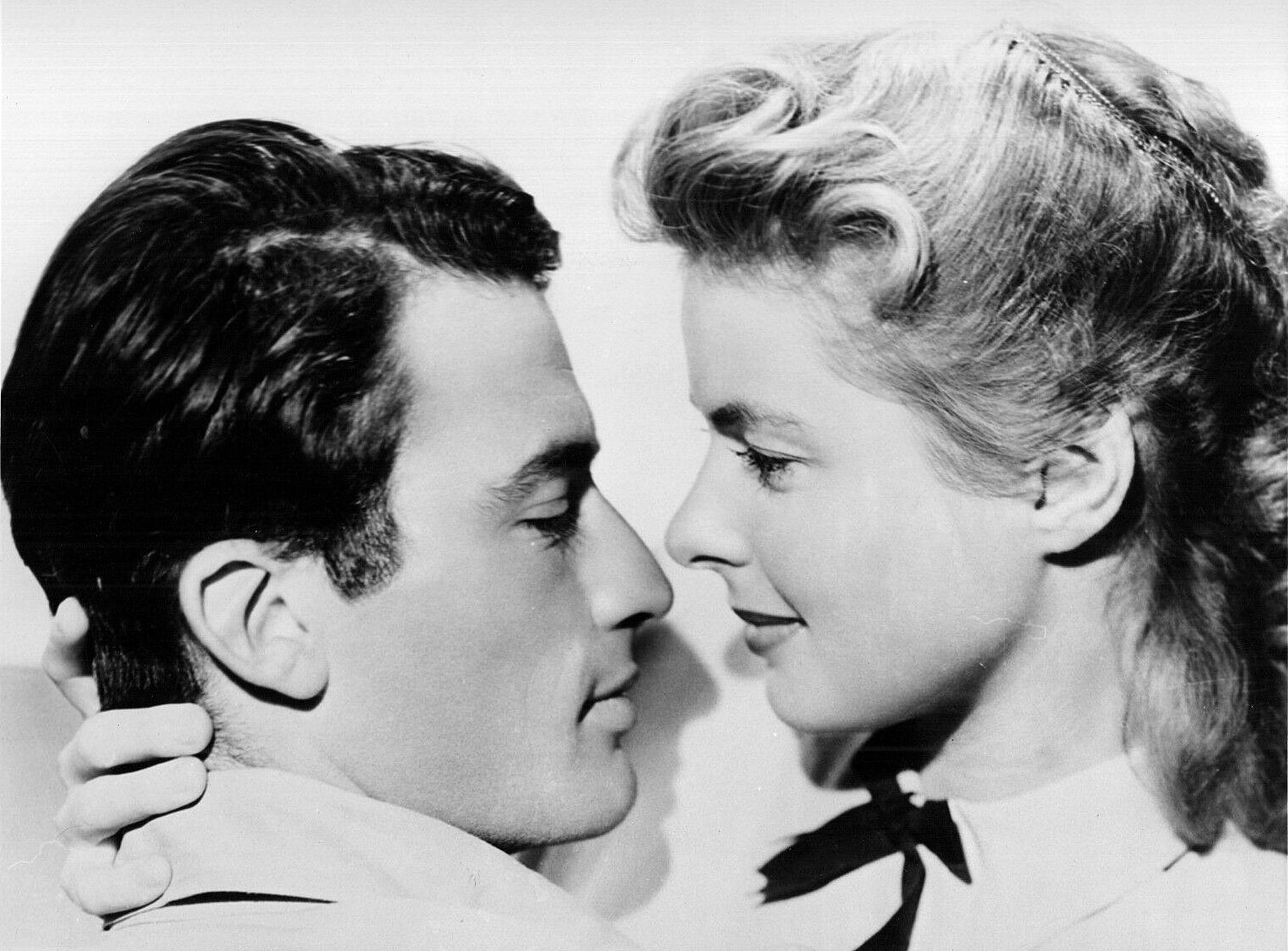
Fotos z odtwórcami głównych ról: Peckiem i Bergman

Opracowano na podstawie materiału źródłowego:

- Ingrid Bergman – doktor Constance Petersen[d]
- Gregory Peck – doktor Anthony Edwardes, nowy dyrektor Green Manors / John Ballantyne
- Michaił Czechow – doktor Alexander „Alex” Brulov, mentor i przyjaciel Petersen
- Leo G. Carroll – doktor Murchison, ustępujący dyrektor Green Manors
- John Emery – doktor Fleurot
- Steven Geray – doktor Graff
- Paul Harvey – doktor Hanish
- Donald Curtis – Harry, pracownik Green Manors
- Art Baker – porucznik Cooley
- Regis Toomey – sierżant Gillespie
- Bill Goodwin – detektyw hotelowy
- Wallace Ford – nieznajomy w hotelowym lobby zaczepiający Petersen
- Rhonda Fleming – Mary Carmichael, pacjentka Green Manors
- Norman Lloyd – pacjent Garmes, podopieczny Green Manors
- Janet Scott – Norma Cramer, asystentka Edwardesa
- Jean Acker – Matron (niewym. w czołówce)
- Irving Bacon – kontroler biletów w pociągu (niewym. w czołówce)
- Alfred Hitchcock – mężczyzna ze skrzypcami i cygarem, wychodzący z windy hotelowej (cameo)

## Produkcja

### Scenariusz i przygotowania
Przed wyjazdem do Londynu Alfred Hitchcock namówił producenta Davida O. Selznicka by ten – za 40 tys. dolarów – nabył prawa do ekranizacji powieści psychologicznej The House of Dr. Edwardes z 1927, autorstwa Johna Palmera i Hilary’ego St George’a Sandersa, której akcja toczyła się w szwajcarskim ośrodku dla pacjentów psychiatrycznych. Angus MacPhail, znajomy reżysera z czasów udzielania się w towarzystwie London Film Society w latach 20. XX wieku, pełnił funkcję kierownika literackiego w studiu Michaela Balcona przy Lime Grove, gdy Hitchcock realizował tam dreszczowiec Człowiek, który wiedział za dużo (1934) i dreszczowiec szpiegowski 39 kroków (1935). Okazało się, że MacPhail nie potrafi pisać w sposób ciągły i zorganizowany; jego znajomy, Sidney Gilliat, uważał, że „nieustannie przepracowywał to, co już napisał” – dodatkowo zmagał się też z alkoholizmem. Mimo to w styczniu 1944 opracował siedemnastostronicowy projekt, który poddawano wielokrotnym przeróbkom. W wystosowanym do MacPhaila liście Selznick wyrażał entuzjazm, pisząc, że „nie mogę się już doczekać, kiedy zaczniemy realizować z Hitchem tę psychiatryczną opowieść”. Reżyser podchodził do sprawy z większym dystansem, uważając, że „nasza praca była jednak zbyt nieuporządkowana”. Alma Reville brała udział we wstępnych pracach nad szkicem scenariusza (jej stopień wkładu w ukończony film nie został określony).

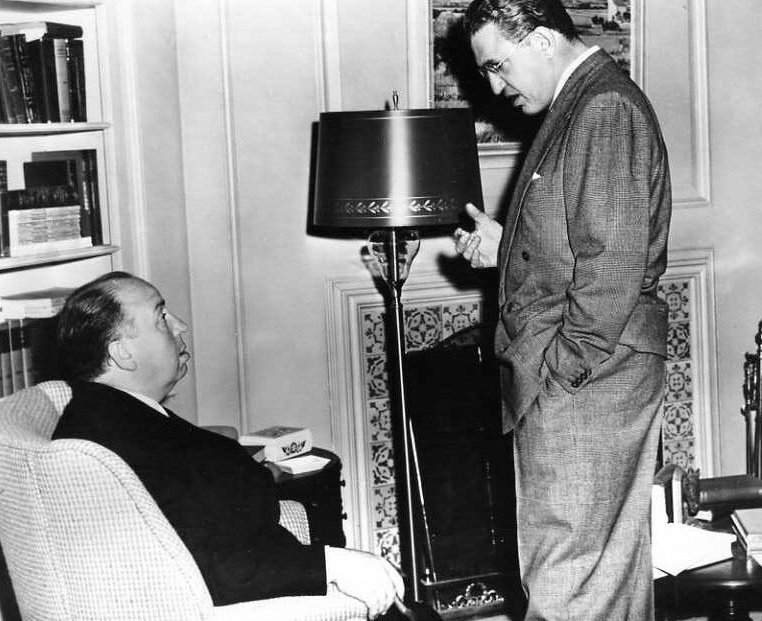
Selznick wprowadzał poprawki w scenariuszu. nadzorował produkcję filmu i prowadził kampanię reklamową (na zdj. razem z Hitchcockiem w trakcie dyskusji nad filmem Urzeczona)

Powróciwszy z Londynu na początku marca Hitchcock do napisania scenariusza zaangażował Bena Hechta, pracującego w przeszłości dla „Chicago Daily News” jako reporter kryminalny i wojenny (był on zainteresowany metodą psychoanalizy, której się poddał). W 1939 współpracował z Charlesem MacArthurem nad scenariuszem do filmu Wichrowe Wzgórza (reż. William Wyler). Pełnił również rolę konsultanta przy produkcji filmu Zagraniczny korespondent (1940) (według części źródeł doradzał przy Łodzi ratunkowej; 1944).
Na czas opracowywania pierwszego szkicu scenariusza reżyser zamieszkał w nowojorskim St. Regis (Hecht mieszkał w owym czasie w pobliskim Nyack). Zanim przystąpili do poprawek i rozbudowywania opracowania napisanego przez MacPhaila, aby staranniej przygotować się do pracy i zachować odpowiednią atmosferę, wspólnie odwiedzili kilka szpitali i oddziałów psychiatrycznych w Nowym Jorku oraz w stanie Connecticut – w tym Bellevue Hospital. Rozmawiali też z lekarzami i pielęgniarkami, uzyskując od nich niezbędne informacje. Hecht w trakcie tworzenia scenariusza konsultował się z wieloma psychoanalitykami. Jak przyznawał w późniejszym czasie: „Hitchcock wręcz promieniał w tej upiornej scenerii”. Obydwaj zgodnie pracowali, pisząc do dwudziestu stron scenariusza dziennie. Wprowadzili także liczne zmiany w stosunku do książkowego pierwowzoru, który w momencie premiery nie był bestsellerem. Poza wymową powieści i zmianą miejsca akcji wyeliminowali wszelkie wątki poboczne i rozbudowaną część wstępną, opisującą terapię pacjentów cierpiących na różne odmiany zaburzeń psychicznych. Reżyser wspominał, że Hecht miał mu powiedzieć: „Słuchaj, Hitch, ty piszesz dialog, jaki chcesz, a ja go potem poprawiam”. Zdaniem Alana Osbistona – wydawcy filmów Ministerstwa Informacji Wojennej – scenarzysta przychodził z kilkoma stronami scenopisu i czytał je Hitchcockowi, który robił to samo, po czym razem odgrywali dane role. W maju (lub z końcem kwietnia) ukończyli prace nad scenariuszem i powrócili do Hollywood w Kalifornii.
Finałowe korekty i uwagi w scenariuszu nanosiła May E. Romm, osobista psychoanalityczka Selznicka. Dostarczyła ona fachowych terminów stosowanych w psychoanalizie oraz wskazała, w jakich warunkach prawdopodobne jest pojawienie się określanych nimi problemów psychicznych. Producent – w przeciwieństwie do Hitchcocka – uchodził za entuzjastę kwestii psychiatrycznych. Wobec objawów depresyjnych po śmierci starszego brata Myrona, został poddany intensywnej psychoterapii. Po kilku modyfikacjach (Selznick wykreślił ze scenariusza m.in. otwierającą sekwencję o zabarwieniu humorystycznym), 13 lipca MPAA/PCA zatwierdziły scenariusz.
W ocenie Patricka McGilligana Hitchcock nie był zadowolony z licznych ingerencji producenta. Z kolei Paula Marantz Cohen pisała, że Urzeczoną „można odczytywać jako alegorię wpływu Selznicka na Hitchcocka, wpływu tyleż bolesnego, co owocnego”.

### Casting
David O. Selznick początkowo do głównej roli żeńskiej chciał zaangażować Dorothy McGuire. Pod uwagę brał również Jennifer Jones, jednak jej kandydaturze sprzeciwiał się Hitchcock. Rola lekarki w klinice Green Manors trafiła do Szwedki Ingrid Bergman, która do Stanów Zjednoczonych przybyła w 1939. Współpracujący z nią wcześniej Selznick uważał Bergman za „najbardziej sumienną aktorkę, z jaką kiedykolwiek zdarzyło mi się pracować”. Na swoim koncie miała występy w takich produkcjach, jak Casablanca (1942, reż. Michael Curtiz), Komu bije dzwon (1943, reż. Sam Wood) i Gasnący płomień (1944, reż. George Cukor). Za kreację Pauli Alquist Anton w ostatnim z filmów została nagrodzona Oscarem dla najlepszej aktorki pierwszoplanowej. Angaż Bergman spowodował, że producent zaniechał prób ściągnięcia z filmowej emerytury Grety Garbo do roli doktor Petersen. Aktorka wyrażała podekscytowanie z możliwości współpracy z Hitchcockiem, choć początkowo sceptycznie podchodziła do otrzymanej roli, uznając zachowanie swojej bohaterki za nieracjonalne, a historię za niewiarygodną. Reżyser i Selznick przekonali ją po dwóch godzinach dyskusji. 20 czerwca zgłosiła się do studia na próbę charakteryzacji i kostiumów (Kim Hunter zastępowała ją podczas przesłuchań aktorów do roli doktora Fleurota – angaż otrzymał John Emery, były mąż Tallulah Bankhead).
W odtwórcy głównej roli męskiej Hitchcock pierwotnie widział Cary’ego Granta (mającego na swym koncie występ u angielskiego reżysera w Podejrzeniu; 1941), lecz odrzucił on możliwość udziału w filmie. Innym kandydatem był Joseph Cotten, który wcześniej wystąpił u Hitchcocka w kryminale noir Cień wątpliwości (1943). Angaż otrzymał Gregory Peck, mający za sobą debiut w dramacie wojennym Dni chwały (1944, reż. Jacques Tourneur) i dramacie Klucze królestwa (1944, reż. John Stahl), za występ w którym otrzymał nominację do Oscara w kategorii dla najlepszego aktora pierwszoplanowego (Selznick przed kilkoma laty negatywnie ocenił Pecka na castingu do jednej z produkcji, twierdząc, że ten „nie jest kandydatem na amanta, bo boi się własnego cienia”). Bergman początkowo nie była zadowolona z tej decyzji. Wyrażała przekonanie, że ekranowy partner nie powinien być młodszy od niej. Mimo to aktorzy dobrze współpracowali ze sobą, a Peck wspominał, że Bergman była bardzo pomocna.
Do roli doktora Brulova był brany pod uwagę Paul Lukas, jednak reżyser zdecydował się zaangażować Michaiła Czechowa, bratanka dramaturga Antona Czechowa, mającego dotychczas na swoim koncie występ w dwóch amerykańskich filmach fabularnych – Pieśń o Rosji (1944, reż. Gregory Ratoff) i W naszych czasach (1944, reż. Vincent Sherman). Fredric March „z oburzeniem” odrzucił propozycję zagrania doktora Murchisona. Hitchcock obsadził we wspomnianej roli Leo G. Carrolla, z którym współpracował wcześniej przy Rebece (1940) i Podejrzeniu. Kandydatury Alana Napiera i Ralpha Bellamy’ego odrzucono na etapie zdjęć próbnych.

### Realizacja

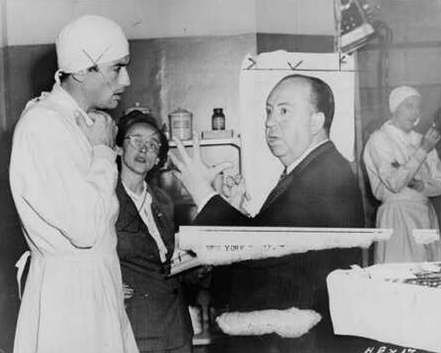
Peck, nadzorczyni scenariusza Adele Cannon i Hitchcock na planie

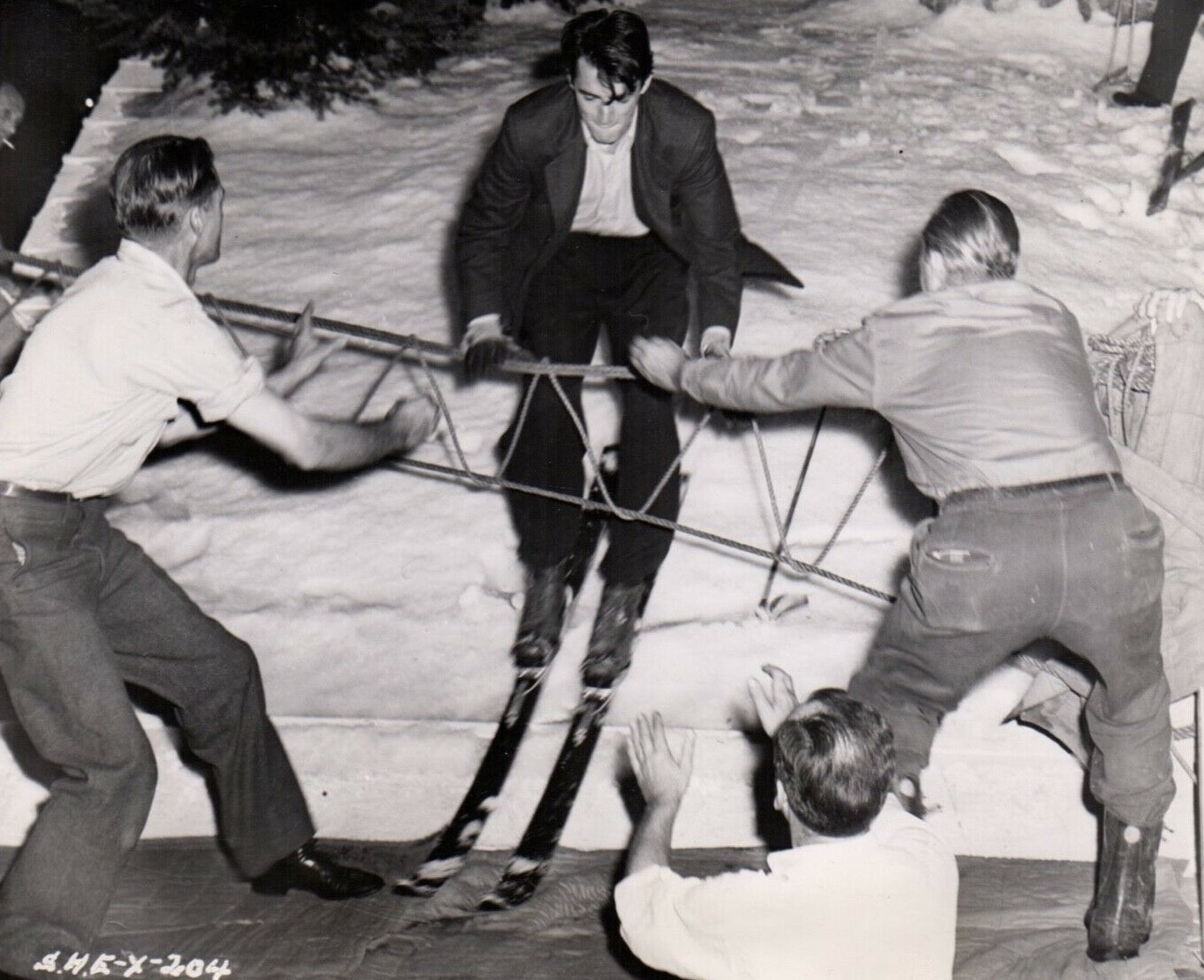
Peck nagrywający scenę zjazdu na nartach w studiu

Okres zdjęciowy rozpoczął się 10 lipca 1944 (niektóre źródła informowały o początku czerwca). Ekipę uzupełnili asystent reżysera Lowell J. Farrell, autor zdjęć George Barnes, dyrektor artystyczny i scenograf James Basevi oraz jego współpracownik John Ewing, a za wnętrza odpowiadał Emile Kuri. Jack Cosgrove nadzorował efekty specjalne, z kolei Barbara Keon pełniła rolę asystentki produkcji. Za udźwiękowienie był odpowiedzialny Richard DeWeese (Barnes oraz Basevi współpracowali z Selznickiem m.in. przy melodramacie Przeminęło z wiatrem z 1939, reż. Victor Fleming).
Film nagrywano we wnętrzach Selznick International Studios w Los Angeles w Kalifornii i na Cooper Ranch w dzielnicy Northridge. Hitchcock przyjeżdżał do studia punktualnie o godzinie dziewiątej, po czym przystępowano do realizacji. Na nagrywanie przeznaczono budżet w wysokości 1,5 miliona dolarów.
Peck, nauczony korzystania z systemu Stanisławskiego, uskarżał się na brak jakichkolwiek wskazówek gry od Hitchcocka. Podczas jednej z rozmów z reżyserem zapytał go o motywacje i myśli kreowanego przezeń bohatera. Hitchcock miał odpowiedzieć: „Niech twoja twarz wyraża jak najmniej, a jeszcze lepiej: niech nie wyraża niczego”. Brak jakiegokolwiek zainteresowania na jego grę Peck odbierał jako w ogóle brak zainteresowania. W wyniku frustracji i niezrozumienia metodologii pracy reżysera często popełniał błędy, przez co konieczne było nagrywanie dubli. Jego pomyłki były odpowiedzialne przynajmniej za część z szesnastu powtórek wykonanych podczas realizacji sceny, w której główni bohaterowie idą do pociągu. Mimo tego podkreślał, że Hitchcock wykazywał się łaskawością i życzliwością.
W stosunku do Bergman, z którą reżyser nawiązał głęboką przyjaźń, Hitchcock przejawiał daleko idącą cierpliwość. Niektórzy z członków ekipy dostrzegali, że odnosił się do Szwedki z nerwowością i wstydem. „Cierpliwie wysłuchiwał moich skarg na jakąś scenę, kwestię lub gest, a potem bardzo łagodnie mówił: «Nie przejmuj się!»” – wspominała. Pomimo znikomych wskazówek dla aktorów Hitchcockowi zależało na tym, by postacie i ich ruchy były tak samo przezeń kontrolowane, jak działania kamery, zachowanie statystów czy elementy scenografii.

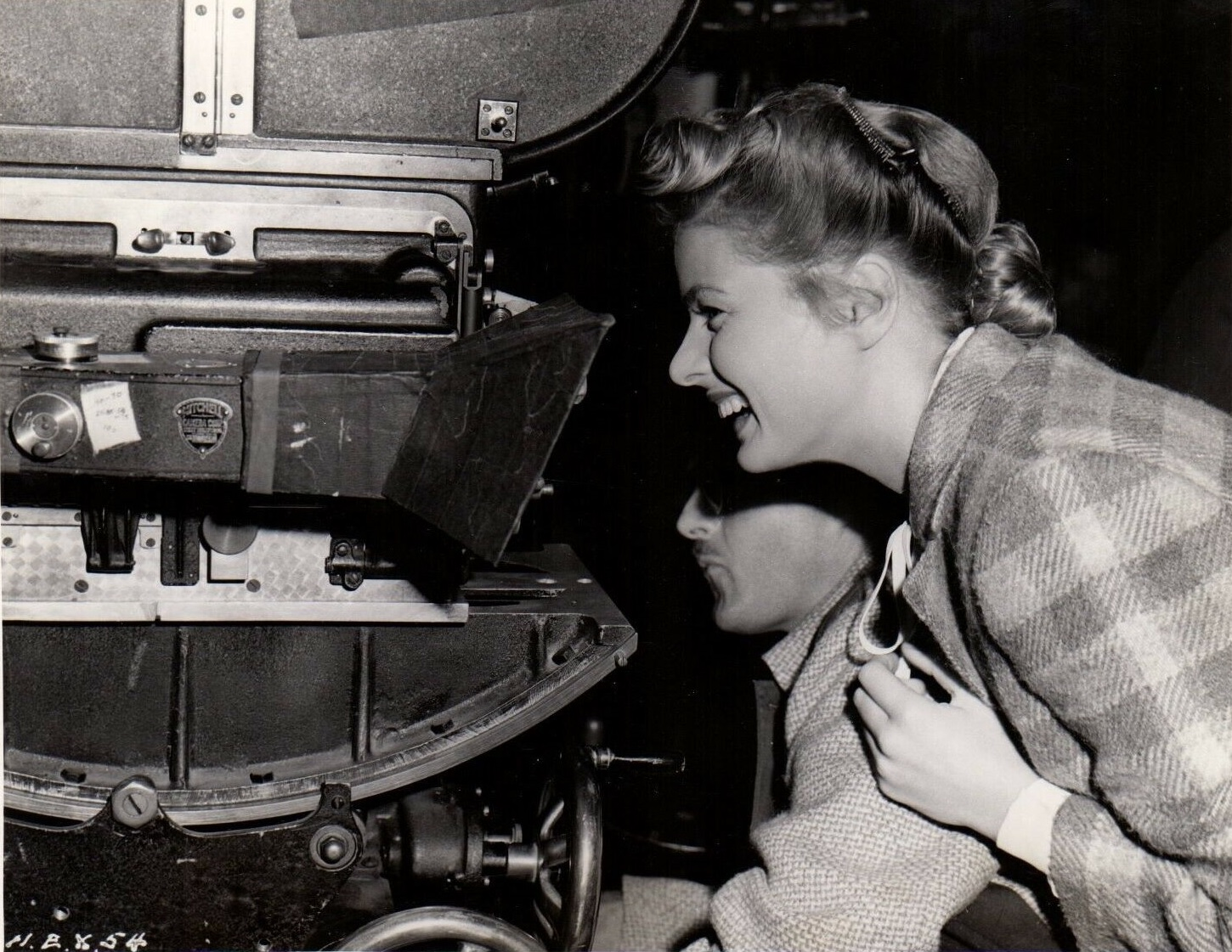
Bergman z asystentem operatora kamery Jackiem Warrenem na planie filmu Urzeczona

W trakcie realizacji reżyserowi wielokrotnie zdarzało się przysypiać na planie. Według Pecka, ilekroć go zbudzono, zawsze „dokładnie wiedział, co się dzieje”. „Miał cały film w głowie, oglądał go oczyma duszy. Każde ujęcie, każda sekwencja przesuwały mu się w mózgu jak taśma filmowa” – wspominał.
W jednej z ostatnich scen filmu dwójka głównych bohaterów zjeżdża na nartach ze stromego stoku. W zastępstwie za Bergman i Pecka wystąpili kaskaderzy. Z uwagi na zbliżenia twarzy w niektórych ujęciach część zdjęć realizowano w studiu, gdzie aktorzy udawali zjazd na nartach, a śnieg imitowały płatki kukurydziane. Ujęcia plenerowe nagrywano na jednym ze stoków w ośrodku narciarskim Alta Ski Area w Alta w Utah. W scenie, w której Murchison mierzy z rewolweru do Petersen, a następnie popełnia samobójstwo, Hitchcock zastosował czterokrotne powiększenie sztucznej dłoni i broni, chcąc zachować odpowiednią perspektywę pierwszego planu. Sekwencję nagrano po trzydziestu dublach. Motyw z kamerą ustawioną na rewolwer obracający się powoli w lewą stronę i strzelający w kierunku ekranu reżyser zaczerpnął z niemego westernu Napad na ekspres (1903, reż. Edwin Porter).

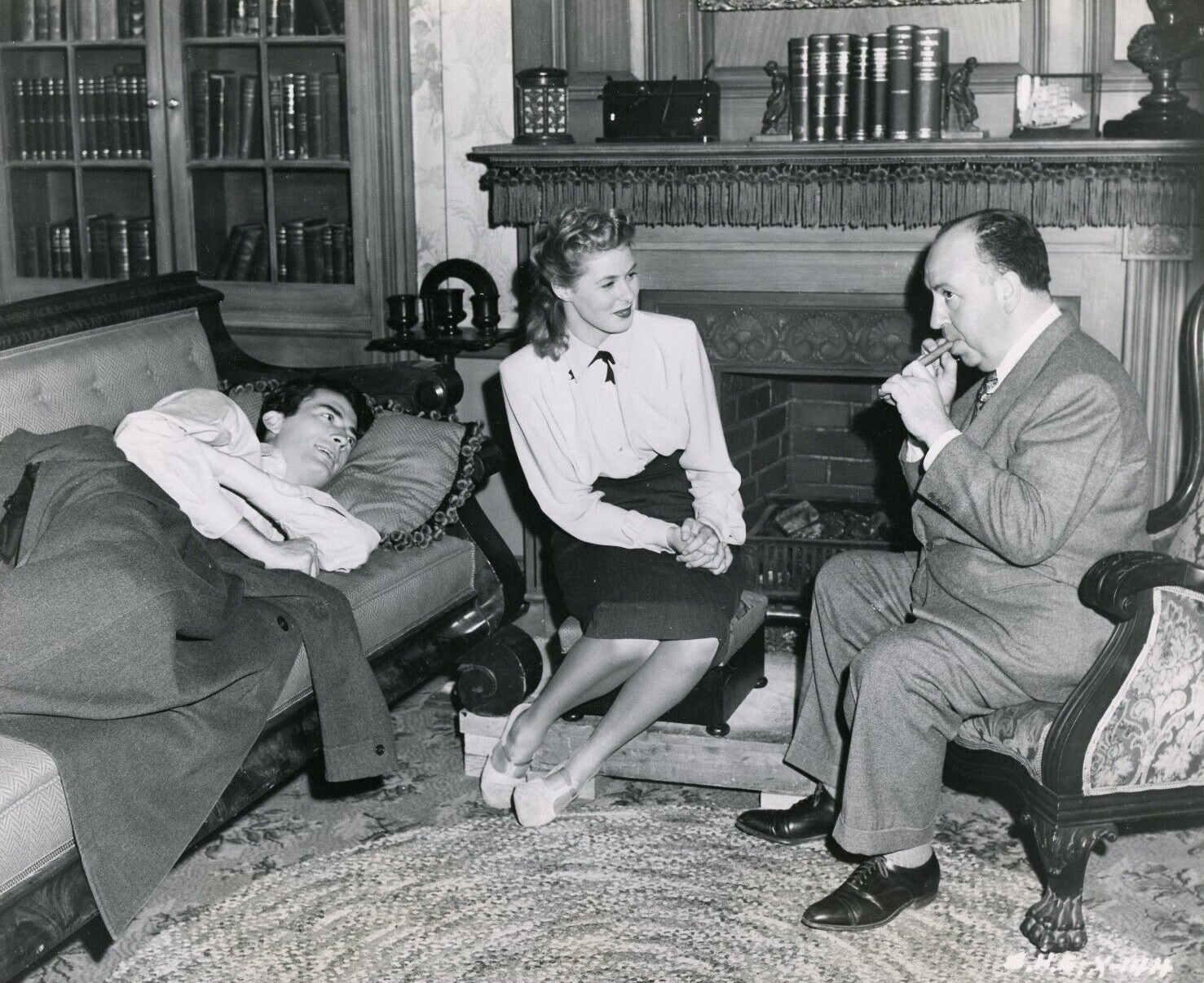
Peck, Bergman i Hitchcock na planie filmu

Stosunki między Barnesem a Hitchcockiem w trakcie realizacji były konfliktowe; reżyser określał go mianem „damskiego operatora, którego reputacja i zarobki opierają się na zapotrzebowaniu na usługi ze strony niektórych gwiazd”. Barnes często przeciwstawiał się reżyserowi i obstawał przy rozpraszaniu obrazu, będącego jego znakiem firmowym – McGilligan twierdził, że „Hitchcock walczył z nim w każdej scenie”. Mimo różnic eksponowanie kontrastu światłocienia nadało filmowi przejmujący, mroczny charakter, szczególnie zauważalny w scenach rozgrywających się w klinice. Pod względem stylistycznym – motyw drzwi, schodów, różnych przedmiotów, w tym brzytwy, noża do otwierania listów czy też białych powierzchni oraz linii równoległych – kompozycję obrazu filmowego podporządkowano psychoanalitycznej symbolice, a główne wydarzenia przedstawiono za pomocą ujęć subiektywnych. By w pełni oddać uczucie zaburzeń percepcji, Barnes i Hitchcock stosowali zdjęcia nakładane, odchylone od pionu i rozmazane.
Mając konfliktowe doświadczenia we współpracy z Selznickiem w trakcie Rebeki, Hitchcock – nauczony, jak dawać sobie z tym radę – stosował opracowaną sztuczkę. Za każdym razem, gdy producent zjawiał się na planie, znienacka występował problem techniczny z kamerą, która zaczynała działać dopiero wtedy, gdy opuszczał on miejsce realizacji. Selznick wyrażał pochlebne opinie pod adresem reżysera, przyznając, że „niewiele razy widziałem, żeby ktoś tak gładko prowadził całą ekipę i żeby tworzyła tak skuteczną grupę jak przy okazji Doktora Edwardesa”.
W trakcie realizacji Peck i Bergman, będący w związkach małżeńskich, mieli krótki romans. W rozmowie z Bradem Darrachem dla magazynu „People” z 1987 aktor przyznał: „Ja byłem młody, ona była młoda. Przez wiele tygodni pracy nad filmem byliśmy niemal nierozłączni. Naprawdę ją kochałem i myślę, że na tym powinienem zakończyć”.

#### Sekwencja snu Dalí
Do opracowania sekwencji snu portretowanego przez Pecka głównego bohatera, odwołującej się do surrealistycznego filmu krótkometrażowego Pies andaluzyjski (1929) i pełnometrażowego Złotego wieku (1930, oba w reżyserii Luisa Buñuela) – na prośbę Hitchcocka – producent zaangażował katalońskiego malarza Salvadora Dalí (odpowiadał on za projekt dekoracji do wymienionych produkcji). Jego honorarium wyniosło 4 tys. dolarów. Jak wspominał reżyser: „Kiedy dotarliśmy do sekwencji marzeń sennych, koniecznie chciałem zerwać z tradycyjnym przedstawieniem snów w kinie – przy użyciu mgły, nieostrości, trzęsącego się ekranu”. Dodawał, że mógł wybrać Giorgio de Chirico lub Maxa Ernsta, lecz, jak argumentował, „żaden nie ma takiej dzikiej wyobraźni jak Dalí”. Na początku sierpnia Hitchcock odbył spotkanie z malarzem, jego agentem oraz ze specjalistą od efektów specjalnych. „[Hitchcock] to jeden z niewielu ludzi, jakich ostatnio spotkałem, obdarzony pewnym wyczuciem tajemnicy” – twierdził Dalí.

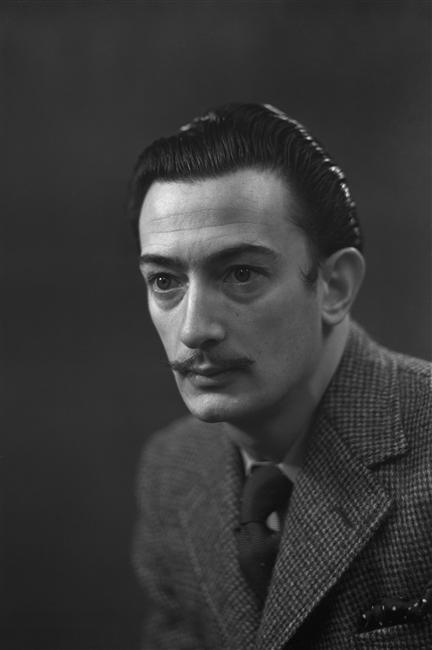
Do opracowania sekwencji snu Selznick, na prośbę Hitchcocka, zaangażował Dalí (na zdj. w 1936)

Artysta przyjechał do Hollywood na jesieni, namalował obraz olejny i sporządził kilka szkiców, mających ilustrować sedno jego sennej wizji. W kontrakcie z Dalí wymieniono cztery różne sny: „1. Sekwencja gry hazardowej; 2. Dwaj mężczyźni na dachu, 3. Sekwencja na sali balowej; 4. Sekwencja w dół i górę”. W trzecim ze snów – który zamierzano zrealizować jako pierwszy – Bergman miała być kamiennym posągiem, z którego szczelin miały wydobywać się mrówki („życie kryjące się w statui” – pisał Dalí), jednak reżyser odrzucił opcję z owadami, uważając, że obraz ten zbyt mocno kojarzy się z Dalí (według innej wersji kontrakt na mrówki cofnięto, ponieważ wytwórnia nie dysponowała wystarczającą ilością wytrenowanych owadów). Koszt realizacji sekwencji został wyceniony na 150 tys. dolarów. Z uwagi na ograniczenia budżetowe, za sprawą pełniącego funkcję dyrektora artystycznego Jamesa Basevi, zredukowano go do 20 tys. dolarów (w opinii McGilligana to Selznick obciął budżet). Obawy dotyczące dużych kosztów spowodowały zaniechanie filmowania scen sekwencji snu w plenerze i zmusiły Hitchcocka do nagrywania w studiu dźwiękowym.
Zaakceptowawszy wizję zamiany Bergman w statuę, przystąpiono do realizacji. Do ust aktorki wkładano rurkę do oddychania, a wokół niej skonstruowano formę z papier mâché. Ubrano ją w grecką tunikę, na głowę włożono koronę, a szyję przebito strzałą. Dla uzyskania efektu metamorfozy w posąg, Bergman wydostawała się z formy, po czym następowało cofanie taśmy. Ze względu na ograniczenia budżetowe i czasowe zaprojektowane przez Dalí piętnaście zwisających z sufitu bogato zdobionych oraz ciężkich fortepianów – dla wzmocnienia wrażenia koszmaru „ciężkiego i niepokojącego”, wiszącego nad głowami gości w sali balowej – zastąpiono miniaturami, a bujających się nad głowami wyciętych z papieru tancerzy zastąpiły żywe karły. W wyniku niezadowolenia Dalí i Hitchcocka scenę usunięto. „Wyobraźnia hollywoodzkich specjalistów to chyba jedyna rzecz, jaka kiedykolwiek mnie przerosła” – wspominał malarz.
Po ukończeniu pracy nad trzecim snem, po tygodniu przerwy przystąpiono do realizacji pierwszego marzenia sennego z dużych rozmiarów nożycami i namalowanymi oczami. Dalí osobiście naznaczył nieregularną drogę, którą miały podążać nożyczki, tnąc ozdobioną oczami zasłonę (wyszczególnił w swoich notatkach i szkicach, że metronomy z doczepionymi wyciętymi w kartonie oczyma zostaną puszczone w precyzyjnie zsynchronizowany ruch, w przeciwnych kierunkach na stołach o ludzkich nogach. Odrzucono pomysł Dalí, w którym to karaluch z przyklejonym na grzbiecie okiem przechadza się po niezapisanych kartkach papieru.
W śnie numer dwa skąpo odziana dziewczyna chochlik (Rhonda Fleming) biega po nocnym klubie i całuje wszystkich graczy (mają oni na twarzach maski ze skarpet oraz grają zniekształconymi kartami). Dalí samodzielnie stworzył kostium dla owada – przez dwie godziny dużymi nożyczkami ciął na strzępy negliż od Diora, zakupiony za kwotę 400 dolarów (kiedy kostium pokazano w biurze Haysa, cenzorzy zażądali zakrycia brzucha, bioder i piersi aktorki). Hitchcock nalegał, by po obrazie przesuwały się przekrwione oczy (marzenie senne numer jeden). W tym celu odpowiedzialna za efekty specjalne Clarence Slifer (niewym. w czołówce) udała się w grudniu do dzielnicy Skid Row w Los Angeles, „aby uchwycić wzrok tych wszystkich kolesi, którzy przez całe swoje życie piją od rana do wieczora”. Marzenia senne numer dwa i cztery zlały się w jedno – morderstwo popełnione na zaśnieżonym szczycie dachu. Prace zakończono pod koniec sierpnia, choć podawano też początek października. Udział w realizacji sekwencji snu miał również operator i specjalista od efektów Rex Wimpy.
Selznick uznał wizję Dalí za „rozedrganą” i w trakcie montażu większą jej część wycięto. Polecił nakręcenie dubli, nagranie nowych dialogów i nowy montaż, zwiększając tym samym koszta. Zatrudnił scenografa Williama Camerona Menziesa, który wyreżyserował wizję przyszłości w wojennym filmie science-fiction Rzeczy, które nadejdą (1936). Usunął on m.in. tło Dalí z sekwencji z posągiem, nagrał nowe zbliżenia człowieka tnącego ogromne oko, sfilmował miniatury szczytów dachów, sen w jaskini hazardu i zmontował podpórki dla odpowiedniego ułożenia draperii. Wskutek wielu wprowadzonych zmian producent zastanawiał się nad zmianą treści podanej w filmie informacji o autorstwie sekwencji snu, lecz zapis w umowie określał Dalí jako autora.
Według Bergman z trwającej blisko 20 minut sekwencji snu katalońskiego malarza Selznick wyciął niemalże całość, pozostawiając w filmie zaledwie jej 2-minutowy fragment. Wywołało to oburzenie u artysty.

### Postprodukcja
Ostatni klaps na planie padł 13 października. Zdjęcia realizowano w szybkim tempie, dzięki czemu film ukończono w przewidzianym w harmonogramie terminie czterdziestu ośmiu dni. Selznick – który do montażu desygnował Hala C. Kerna – wprowadził szereg zmian na etapie postprodukcji, m.in. zmieniając początek (dodał przedmowę napisaną przez Hechta, w opracowaniu której, według źródeł, pomagali amerykański psychiatra Karl Menninger i jego osobista psychoanalityczka May E. Romm), przerobił niektóre dialogi, przez co pewne sceny uległy znacznej korekcie. „Uczynił film krótszym i dosadniejszym” – pisał Peter Ackroyd. Producent proces ten określał mianem mogo on the gogo.
Zmieniono też tytuł z The House of Dr. Edwardes na Spellbound autorstwa sekretarki studia Ruth Rickman, mimo że reżyser opowiadał się za oryginałem. Ponowne duble marzeń sennych przeciągnęły się do grudnia. Finalne prace nad Urzeczoną zakończono w lutym 1945. Według Ackroyda Hitchcock nie protestował przeciwko zmianom wprowadzanym przez producenta. Jak argumentował autor: „niejednokrotnie wydawało się, że przestaje go interesować los filmu, kiedy kończył prace nad nim. Odtąd bowiem interesował go przede wszystkim sukces finansowy”. Z kolei McGilligan pisał, że reżyser winił Selznicka za zmiany dokonane w sekwencji snu, a także samego Dalí, uznając go za „prawdziwego świra”.
Po ukończeniu montażu próbnego Hitchcock spędził w wytwórni tylko jeden dzień więcej, po czym wyjechał do Anglii. Całkowity koszt produkcji filmu wyniósł  1 mln 696 tys. 377 dolarów.

### Muzyka
| „Urzeczona jest najbardziej soczystą i klimatyczną muzyką Hitchcocka od czasów Rebeki [1940]. Jej mroczna zmysłowość jest dźwiękowym odpowiednikiem uwodzicielskich zacienień i cieni [George’a] Barnesa.”– Jack Sullivan |

11 września Hitchcock wystosował do Selznicka szczegółowe dane dotyczące ulokowania muzyki według scenariusza. Pierwszym wyborem producenta do skomponowania ścieżki dźwiękowej był Bernard Herrmann, autor muzyki m.in. do Obywatela Kane’a (1941) i Wspaniałości Ambersonów (1942; oba w reżyserii Orsona Wellesa), lecz gdy kompozytor odmówił ze względu na inne zobowiązania, zaangażowano Miklósa Rózsę, mającego wyrobioną opinię twórcy standardów muzycznych w filmach tematycznie związanych z problemami psychiatrycznymi. Odpowiadał on m.in. za muzykę do kryminału noir Podwójne ubezpieczenie (1944, reż. Billy Wilder). Pierwszy zwrócił się do niego Hitchcock, który uważał, że styl Węgra ma „odpowiedni rodzaj napięcia” do Urzeczonej – wśród innych kandydatur rozważano Leopolda Stokowskiego, jednak Selznick uznał, iż „to, co ostatnio skomponował, naraziło wszystkich na stratę czasu i koszty”. Mimo odbytych jedynie dwóch spotkań z reżyserem kompozytor rozumiał jego koncepcję – zakładającą cienką linię między namiętnością a lękiem i miłością a przerażeniem.

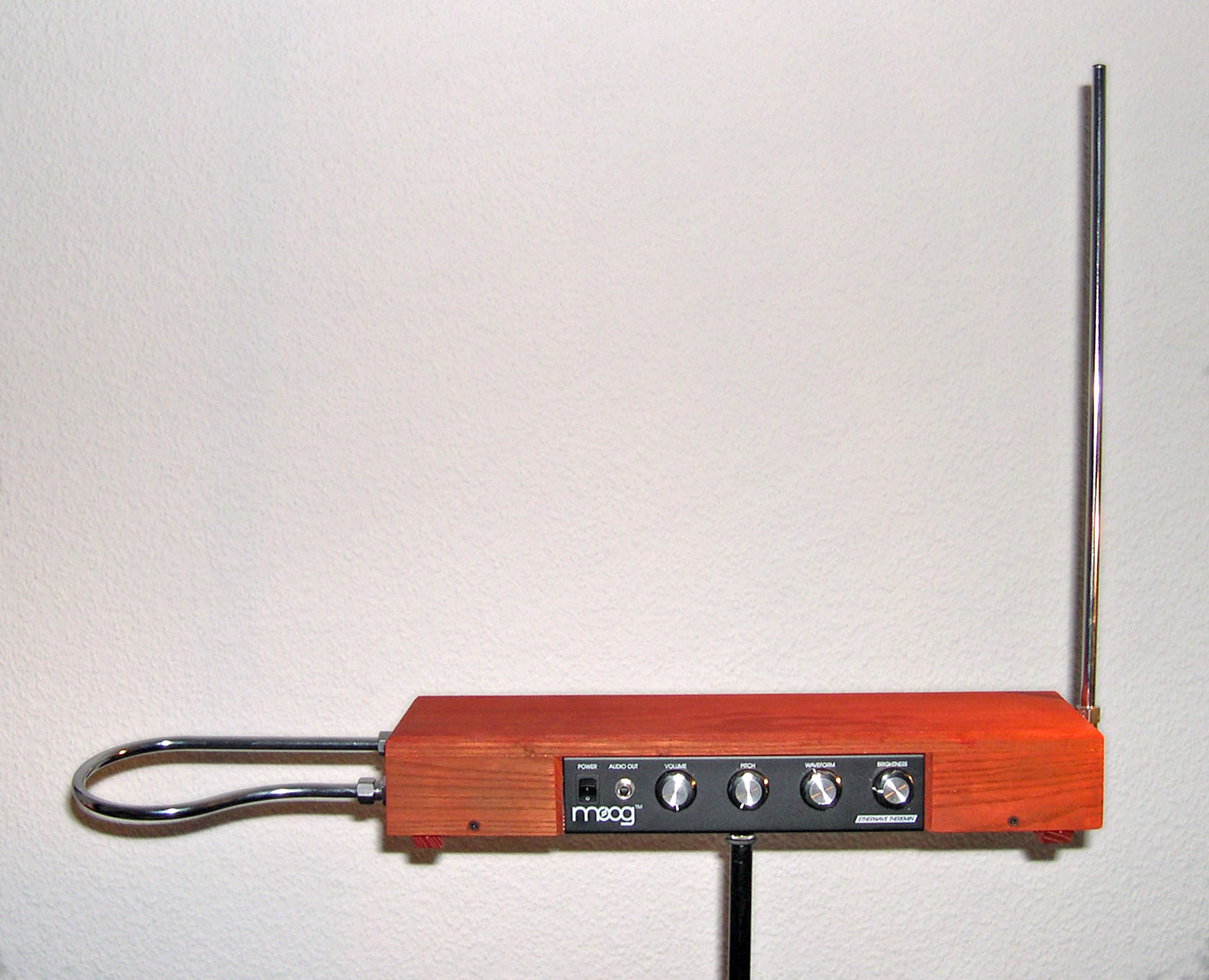
Urzeczona była pierwszym filmem, w którym Miklós Rózsa wykorzystał theremin

Zdaniem Jacka Sullivana, autora książki Hitchcock’s Music (2006), film jest skrajnym przykładem obsesyjnego motywu reżysera – bohater z problemami tożsamościowymi, próbujący wyrwać się z dręczącej go przeszłości (dodatkowo główna bohaterka musiała przełamać własny opór) – przez co potrzebował on muzyki klaustrofobicznej, ożywiającej, transcendentnej i złowieszczej, dlatego razem z Selznickiem zgodził się na wykorzystanie theremina (elektrycznego instrumentu produkującego wysokie [przeraźliwe] drżące dźwięki, imitujące gwizd, jęk czy wycie), o którym – jak twierdził Rózsa – nigdy wcześniej nie słyszeli. Mimo zgody Hitchcock z Selznickiem byli początkowo sceptycznie nastawieni do użycia go. Przekonali się, gdy Rózsa wykorzystał instrument w scenie nawrotu lęku u bohatera portretowanego przez Pecka, który chwyta za brzytwę i pogrąża się w szaleństwie. „Kontrast między cienistym mrokiem a kliniczną bielą Barnesa, będący istotnym elementem dla rozwiązania zagadki filmu, stanowił dokładny kontrapunkt w ponurych, barwnych dźwiękach muzyki Rózsy” – uważał Sullivan.
Selznick, podobnie jak w przypadku procesu postprodukcji filmu, udzielał się w pracach nad muzyką; gdy okazało się, że partytura głównego tytułu zawiera mniejszą ilość partii skrzypiec w stosunku do tej z Rebeki, której autorem był Franz Waxman, wymusił na kompozytorze ponowne nagranie tytułu z odpowiednim uzupełnieniem. Rózsa przyznawał, że na etapie wczesnych prac kompozytorskich producent nieustannie „bombardował” go swoimi notatkami, które „praktycznie mówiły mi, jak komponować i aranżować muzykę scenę po scenie”. Siedmiostronicowy dokument o nazwie Spellbound Music Notes (datowany na 6–19 października) zawierał szereg instrukcji i uwag, m.in. wykorzystanie talerzy perkusyjnych w scenie, gdy Petersen dostrzega światło pod szparą w progu drzwi do gabinetu Edwardesa; zdaniem Selznicka miało to zdradzać emocje bohaterki. „Rózsa «sprzedaje emocje Constance» nie talerzami, ale ogromnym crescendo […] Orkiestra jest tak ciężka, że nie wymaga talerzy” – oceniał Sullivan, dodając, że „[Rózsa] podążał za duchem, jeśli nie literą jego [Selznicka] pomysłów, tworząc niezapomnianą scenę”.
Kompozytor w szybkim tempie opracował motyw Urzeczonej, której wczesną zapowiedź widział w jednym z kin w Pasadenie w Kalifornii. Składała się ona jedynie ze zdjęć, a towarzyszyła im muzyka z innych produkcji. „Motyw miłosny przyszedł do mnie jakby prosto z obrazu” – argumentował.

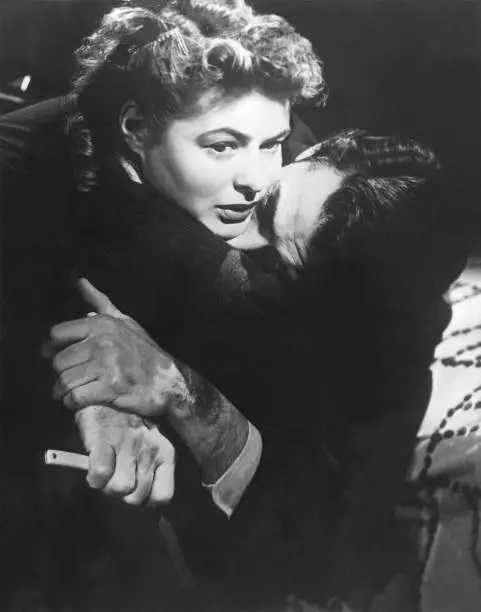
Theremin był używany w scenach nawrotu lęku u bohatera granego przez Pecka (na zdj. z brzytwą w ręku)

Połączanie motywu błyskotliwej miłości i przerażającego dźwięku theremina jest, według Sullivana, wariantem wzajemnie się uzupełniającym; czterodźwiękowy rdzeń melodii szybuje w górę i w dół z pluszowymi harmoniami, rozpalając romans między parą głównych bohaterów, z kolei w motywach lękowych cztery nuty przesuwają się chromatycznie w górę i w dół, zacienione przez theremin. W ocenie autora dwie wersje tego samego pomysłu – jedna liryczna, druga złowieszcza – odzwierciedlają zainteresowanie Hitchcocka podwójną grą. Sullivan definiuje to jako „seksualną ambiwalencję”, przywołując scenę pierwszego pocałunku pary z otwierającymi się po sobie drzwiami, co ma symbolizować „przebudzenie”, po której następuje – przy wykorzystaniu theremina – lękowa wariacja, gdy bohater dostrzega na szlafroku Petersen cienkie równoległe prążki (podobny motyw „przyciągania–odpychania” następuje w domu Brulova, kiedy to mężczyzna zauważa proste linie na pościeli). Sullivan zwracał uwagę, że „biały motyw” (w przypadku Urzeczonej połączenie bieli z przerażającym dźwiękiem theremina) sięga w amerykańskiej kulturze dzieł Edgara Allana Poego i Hermana Melville’a (Moby Dick).
Według autora Urzeczona nie była pierwszym filmem Hitchcocka, gdzie muzyka reprezentuje alternatywny świat psychiki, lecz jest pierwszym, który uczynił ten świat tematem filmu. Dodawał również, że reżyser kolejny raz wykorzystał muzykę do tego, by przedstawić uczucia sprzeczne z tym, co mówią postaci na ekranie (gdy bohaterowie kłamią, zwłaszcza przed sobą, muzyka podpowiada, co naprawdę mają na myśli).
Muzykę do sekwencji snu Dalí Rózsa skomponował pod koniec procesu postprodukcji (wiązało się to z pracami Selznicka, który znaczną jej część przerobił oraz skrócił). We wrześniu nagrał „Gambling Dream” i „Rooftop Dream”. Według Sullivana kompozytor zbudował całą atmosferę we wspomnianej sekwencji poprzez „lodowate klastery, obniżoną skalę, ostre akordy i pikujące glissando”. 30 października Selznick wystosował do Rózsy notatkę, żądając, by w scenach zjazdu na nartach przez głównych bohaterów stworzył zniekształcony zabieg dowolnego motywu, „którego używasz w całym obrazie dla każdego psychoanalitycznego odniesienia do przyczyn z dzieciństwa, co powinno być tutaj bardzo mocno wykorzystane jako kontrapunkt do napięcia sceny”. Podjął też decyzję o rezygnacji z narracji na rzecz samej partytury w retrospekcyjnej scenie z dzieciństwa bohatera. Urażony treścią notatki Rózsa odmówił, wskutek czego Selznick do skomponowania muzyki w sekwencji na stoku górskim – będącej punktem kulminacyjnym – zatrudnił Waxmana. W ocenie Sullivana stworzył on na tle białego mise en scène „napędzane nieubłaganym ostinato”, które cichnie (znika też „straszliwy dysonans tłumionej winy”).
Do jednej z ostatnich scen filmu, konfrontacji Petersen z Murchisonem, muzykę stworzył wyznaczony przez Selznicka Roy Webb (w 1946 współpracował z Hitchcockiem przy Osławionej). Kiedy antagonista celuje z rewolweru w stronę głównej bohaterki, następuje, jak pisał Sullivan, „drżące uderzenie Webba, pełne ponurych tremoli”.
Gdy przed wejściem na ekrany kin Urzeczonej Hitchcock i Selznick dowiedzieli się, że Rózsa korzystał wcześniej z theremina, pracując nad soundtrackiem do filmu Stracony weekend Wildera (premierę miał w listopadzie 1945, lecz ścieżka dźwiękowa ukazała się wcześniej), wystosowali skargę do szefowej działu muzycznego, podkreślając, że zawiera ona powielenie motywu z Urzeczonej. Producent zatelefonował do Rózsy sugerując mu, że nie miał monopolu na wykorzystanie instrumentu. Spór zakończył ich współpracę. W obawie Selznicka, że film będzie miał niezadowalającą partyturę, polecił Audrey Granville, szefowej działu muzycznego i redaktorce, dokonanie korekt na trzy tygodnie przed premierą Urzeczonej (Rózsa nigdy nie zakwestionował zmian Granville).
Rózsa przyznawał, że jego pionierskie użycie theremina w Urzeczonej spowodowało, że instrument stał się „oficjalnym hollywoodzkim wyrazicielem zaburzeń psychicznych”. Sullivan w swoim podsumowaniu stwierdził, że muzykę do Urzeczonej, obok Rebeki, Osławionej, Okna na podwórze (1954), Zawrotu głowy (1958), Północy, północnego zachodu (1959) i Psychozy (1960), można uznać za przełomowy moment w historii muzyki filmowej, niedoścignioną w swojej mocy hipnotyzowania i wcielania w życie pomysłów oraz emocji, których nie można uchwycić za pomocą dialogów i obrazów. Uważał muzykę z filmu za najbardziej romantyczną ze wszystkich w produkcjach Hitchcocka i dzięki thereminowi, za najbardziej upiorną, a wspomniany instrument i falliczne freski Dalí, jego zdaniem, „znacznie wzbogaciły egzotyczny urok filmu”.

#### Ścieżka dźwiękowa
Pracując nad ścieżką dźwiękową Rózsa pierwotnie do gry na thereminie chciał zaangażować Clarę Rockmore, lecz skrzypaczka odmówiła z uwagi na wcześniejsze zobowiązania koncertowe oraz dlatego, że nie chciała wykorzystywać swojego talentu do gry na wspomnianym instrumencie do wydawania „strasznych dźwięków”. Wobec odmowy Rockmore zaangażowano pediatrę Samuela Hoffmana, który pomimo praktyki lekarskiej udzielał się też jako muzyk w zespole tanecznym (w połowie lat 30., mieszkając w Nowym Jorku, otrzymał on theremin jako zapłatę za należny mu dług i wkrótce włączył go do swojego repertuaru). Jak wspominał: „Kiedy Miklós Rózsa pomyślał o użyciu theremina w swojej ścieżce dźwiękowej do Urzeczonej, zadzwonił do związku, aby sprawdzić, czy jacyś ludzie grający na nim są dostępni. Byłem wtedy jedynym na liście, który potrafił czytać nuty. Wyszedł do mnie ze szkicem części, którą chciał napisać, i był zachwycony, gdy odkrył, że potrafię ją czytać z nut. Tak więc część theremina trafiła do partytury Urzeczonej”.
Na prośbę Jerome’a Kerna, kompozytora i współwłaściciela Chappell Publishing Company, Rózsa wykonał koncertową aranżację partytury do Urzeczonej. Jej powodzenie przekonało kierownictwo do organizacji występu Spellbound Concerto (Rózsa, dokonawszy aranżacji na fortepian, a następnie na orkiestrę, sprzeciwiał się nazwie koncert, woląc stosować termin suita). Odbył się on 28 lipca 1945 w Hollywood Bowl w Los Angeles i odniósł znaczący sukces – jak pisał Sullivan „wykonawczy” i „nagraniowy”. Transkrypcja, rozesłana do tysiąca rozgłośni radiowych w Stanach Zjednoczonych, została wyemitowana w całym kraju, by w momencie premiery filmu publiczność była zaznajomiona z muzyką. Sullivan podkreślał, że o ile muzyka pomogła Rebece po premierze, o tyle muzyka Rózsy rozpoczęła wczesny proces marketingowy.
W 1958 Warner Bros. Studio Orchestra nagrała pod dyrygenturą Raya Heindorfa ścieżkę dźwiękową do Urzeczonej. Ukazała się ona w formacie LP i winylowym nakładem wytwórni Warner Bros. (nr kat. WB 1213). W 1974 została opublikowana przez Stanyan Records reedycja albumu (nr kat. SRQ 4021) w formacie kwadrofonicznym, LP oraz winylowym. Ta sama wytwórnia opublikowała soundtrack w 1988 na CD (nr kat. STZ116-2). 13 kwietnia 2019 zremasterowana wersja albumu została wydana na 180 gramowym winylu przez Vinyl Passion (nr. kat VP 90105) z okazji Record Store Day, będącego częścią czarnego piątku.
W pierwotnym założeniu motyw z Urzeczonej miał mieć tekst. Nagrała go Rhonda Fleming, występująca w filmie jako pacjentka Mary Carmichael. Hitchcock i Selznick uznali go za przeciętny i zdecydowali o jego usunięciu.
W 2007 Intrada wydała CD z kompletną partyturą z filmu, zarejestrowaną przez Slovak Radio Symphony Orchestra pod batutą Allana Wilsona. Nagrania dokonano na podstawie oryginalnych rękopisów i rekonstrukcji, wykonanych pod nadzorem Daniela Robbinsa. Album zawiera muzykę, której nie zamieszczono w finalnej wersji filmu.
| Spellbound (Original Motion Picture Score) | Spellbound (Original Motion Picture Score) | Spellbound (Original Motion Picture Score) | Spellbound (Original Motion Picture Score) |
| Nr                                         | Tytuł utworu                               | Kompozytor                                 | Długość                                    |
| ------------------------------------------ | ------------------------------------------ | ------------------------------------------ | ------------------------------------------ |
| 1.                                         | „Main Theme”                               | Miklós Rózsa                               | 4:43                                       |
| 2.                                         | „The Dressing Gown”                        | Rózsa                                      | 4:17                                       |
| 3.                                         | „Scherzo”                                  | Rózsa                                      | 3:15                                       |
| 4.                                         | „Love Theme”                               | Rózsa                                      | 3:10                                       |
| 5.                                         | „The Burned Hand”                          | Rózsa                                      | 4:40                                       |
| 6.                                         | „Spellbound”                               | Rózsa                                      | 3:10                                       |
| 7.                                         | „The Razor”                                | Rózsa                                      | 4:17                                       |
| 8.                                         | „Constance”                                | Rózsa                                      | 2:47                                       |
| 9.                                         | „The Dream”                                | Rózsa                                      | 3:00                                       |
| 10.                                        | „Ski Run”                                  | Rózsa                                      | 2:49                                       |
| 11.                                        | „Finale”                                   | Rózsa                                      | 3:27                                       |
|                                            |                                            |                                            | 39:35                                      |

| Spellbound by Miklós Rózsa – Slovak Radio Symphony Orchestra | Spellbound by Miklós Rózsa – Slovak Radio Symphony Orchestra                                   | Spellbound by Miklós Rózsa – Slovak Radio Symphony Orchestra | Spellbound by Miklós Rózsa – Slovak Radio Symphony Orchestra |
| Nr                                                           | Tytuł utworu                                                                                   | Autorzy                                                      | Długość                                                      |
| ------------------------------------------------------------ | ---------------------------------------------------------------------------------------------- | ------------------------------------------------------------ | ------------------------------------------------------------ |
| 1.                                                           | „Main Title; Foreword”                                                                         | Rózsa                                                        | 3:13                                                         |
| 2.                                                           | „Green Manors”                                                                                 | Rózsa                                                        | 0:51                                                         |
| 3.                                                           | „First Meeting”                                                                                | Rózsa                                                        | 2:11                                                         |
| 4.                                                           | „The Picnic”                                                                                   | Rózsa                                                        | 2:01                                                         |
| 5.                                                           | „The Awakening; Love Scene; The Dressing Gown; The Imposter – Parts 1 & 2; The Cigarette Case” | Rózsa                                                        | 16:49                                                        |
| 6.                                                           | „The Letter”                                                                                   | Rózsa                                                        | 0:30                                                         |
| 7.                                                           | „The Empire Hotel”                                                                             | Rózsa                                                        | 1:22                                                         |
| 8.                                                           | „The Burned Hand – Parts 1 & 2”                                                                | Rózsa                                                        | 2:29                                                         |
| 9.                                                           | „The Penn Station”                                                                             | Rózsa                                                        | 2:44                                                         |
| 10.                                                          | „Railway Carriage”                                                                             | Rózsa                                                        | 1:16                                                         |
| 11.                                                          | „Honeymoon at Brulov’s; The White Coverlet; The Razor – Parts 1 & 2; Constance is Afraid”      | Rózsa                                                        | 10:03                                                        |
| 12.                                                          | „Constance and Brulov – Parts 1 & 2”                                                           | Rózsa                                                        | 4:15                                                         |
| 13.                                                          | „Gambling Dream; Mad Proprietors Dream; Roof-Top Dreams”                                       | Rózsa                                                        | 2:37                                                         |
| 14.                                                          | „Dream Interpretation – Parts 1 & 2; The Decision”                                             | Rózsa                                                        | 6:10                                                         |
| 15.                                                          | „Train to Gabriel Valley”                                                                      | Rózsa                                                        | 1:23                                                         |
| 16.                                                          | „Ski Run; Mountain Lodge”                                                                      | Rózsa                                                        | 5:51                                                         |
| 17.                                                          | „Defeat”                                                                                       | Rózsa                                                        | 3:15                                                         |
| 18.                                                          | „Contance’s Discovery”                                                                         | Rózsa                                                        | 2:04                                                         |
| 19.                                                          | „The Revolver”                                                                                 | Rózsa                                                        | 3:05                                                         |
| 20.                                                          | „The End”                                                                                      | Rózsa                                                        | 0:59                                                         |
| 21.                                                          | „End Title – Short”                                                                            | Rózsa                                                        | 0:24                                                         |
|                                                              |                                                                                                |                                                              | 1:13:32                                                      |

## Promocja
Krótkie zapowiedzi filmu, składające się jedynie ze zdjęć, puszczano w kinach, gdy ścieżka dźwiękowa nie była ukończona. W sierpniu 1944 Selznick zlecił Audience Research Institute przeprowadzenie ankiety na tytuł dreszczowca opartego na tematyce psychoanalizy oraz różnej parze gwiazd. Wśród propozycji były m.in.: Hidden Impulse, Edwardes i Spellbound.
Prapremiera Urzeczonej odbyła się 27 września 1944 w Kalifornii. Film, znajdujący się w owym czasie w fazie realizacji, posiadał według biografa Leonarda J. Leffa „liczne plamy na obrazie, muzyka nie została jeszcze wtedy skomponowana, w mniejszym stopniu jedynie ułożona; sekwencja snu w nieładzie, do tego rozwlekła i zbyt dosłowna; a sam film za długi o jakieś dziesięć, a nawet piętnaście minut”. Wstępne reakcje były entuzjastyczne – respondenci chwalili w szczególności kreacje Bergman i Czechowa oraz podkreślali „aktualny temat, warty zainteresowania ze względu na wagę psychologiczną, jaką będzie ona odgrywać po wojnie”. Pojawiały się też krytyczne opinie, dotyczące realistycznego ukazania gorących i zimnych zabiegów wodnych oraz leczenia insuliną. W trakcie prac nad montażem Selznick, dokonując przez kilka miesięcy licznych korekt, zdecydował się na usunięcie kontrowersyjnej sekwencji. W przeciwieństwie do sceptycznego Hitchcocka szanował on głos opinii publicznej.
Według źródeł producent przerobił i skrócił sekwencję snu autorstwa Dalí po próbnych pokazach filmu, na których publiczność miała uznać ją za „niewłaściwą”. Przeciągające się przeróbki, a także premiery w okresie letnim kilku głośnych tytułów spowodowały, że oficjalne wejście na ekrany kin Urzeczonej przesunięto na jesień.

## Odbiór

### Premiera kinowa i recenzje

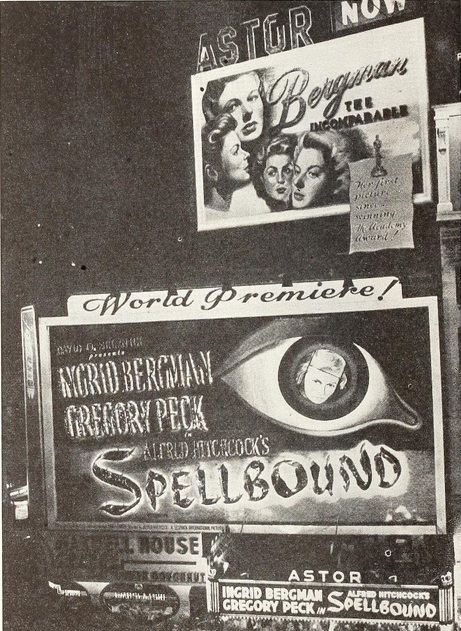
Afisz filmowy Urzeczonej nad wejściem do Astor Theatre (1945)

Nowojorska premiera Urzeczonej miała miejsce 31 października 1945 w Astor Theatre na Times Square. Z uwagi na zakończenie II wojny światowej, podczas uroczystego i wyprzedanego seansu promowano Victory Bonds – certyfikaty oszczędnościowe wydawane przez amerykański rząd, mające na celu pomoc w opłaceniu kosztów wojennych. Do szerokiej dystrybucji film trafił 28 grudnia. W Londynie Urzeczona zadebiutowała 19 maja 1946 w Tivoli Theatre of Varieties. W premierze uczestniczyło 6 tys. ludzi, a po miesiącu wyświetlań w dwóch kinach w angielskiej stolicy pobiła rekordy kasowe – jednego dnia, tygodnia, miesiąca, wakacji oraz niedziel. Hitchcock wziął udział w paryskiej premierze, która odbyła się w maju, po czym wrócił do Londynu, gdzie, jak pisał Leff, „był fetowany jako reżyser jednego z niekwestionowanych przebojów sezonu”. Selznick brał czynny udział w kampanii promocyjnej – organizowano m.in. pokazy mody oraz wynajmowano samoloty piszące teksty na niebie – podkreślając romantyczne elementy filmu. Umieścił także nazwisko Hitchcocka w czołówce – co traktowano jako znaczące wyróżnienie.
Urzeczona, która jako jedna z pierwszych hollywoodzkich produkcji tak otwarcie poruszała temat psychoanalizy, zebrała różnorodne recenzje; od mieszanych i negatywnych po pozytywne. Część krytyków uważało ją za kolejny dreszczowiec hitchcockowski, lecz pozbawiony dawnej intensywności, inni zaś podkreślali, że freudowska psychologia przedstawiona w filmie była na poziomie artykułu z niedzielnego dodatku do gazety. Mimo że recenzenci zwracali uwagę, iż masowa publiczność nie znała zawisłości psychoanalizy, Urzeczona okazała się sukcesem komercyjnym w momencie wydania, a istotnym czynnikiem była muzyka Rózsy.

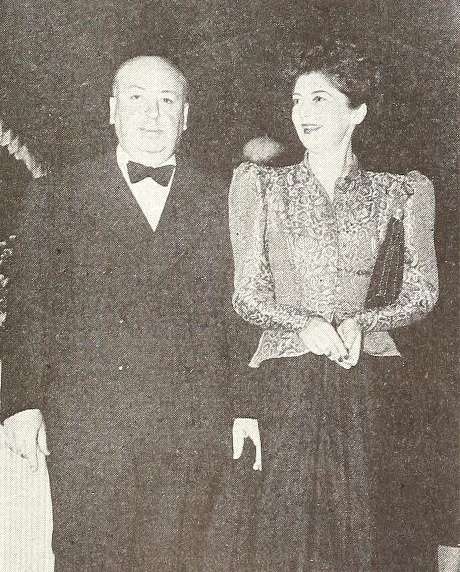
Hitchcock na premierze Urzeczonej w Carthay Circle Theatre (1945)

Recenzent z „Harrison’s Reports” pisał: „Łącząc psychoanalizę, psychiatrię, tajemnicę morderstwa i atrakcyjny romans, David O. Selznick stworzył potężny dramat dla dorosłych, obdarzając go doskonałymi wartościami produkcyjnymi, oraz Alfred Hitchcock, zgodnie z jego reputacją w budowaniu emocjonujących sytuacji, które trzymają w napięciu, zastosował umiejętności reżyserskie w mistrzowski sposób”. James Agee z „The Nation” uznał film za „zaskakująco rozczarowujący dreszczowiec o psychoanalizie”. „Newsweek” opisywał film Hitchcocka jako „nieprzeciętny i trzymający w napięciu melodramat”. Arthur Beach wyrażał przychylną ocenę na łamach branżowego „New Movies”, uzasadniając: „Wściekły pościg przez szpitale, hotele, dworce, pociągi i gabinety lekarskie, uwieńczony ucieczką na nartach, jest trasą, którą przebywa Alfred Hitchcock, uzbrojony we freudowski scenariusz pióra Bena Hechta. To jest bardzo uproszczony Freud, możecie być pewni – uproszczony do tego stopnia, że staje się raczej niewiarygodny […] Ale Hitchcock nie daje dużo czasu na krytyczne rozważania, olśniewająco posługując się tempem, nastrojem, kamerą i detalem”.
Manny Farber z „The New Republic” zarzucał filmowi rozwijanie się w wolnym tempie oraz zbyt skomplikowaną i niewiarygodną fabułę. Howard Barnes pisał w recenzji dla „New York Herald Tribune”, że „jest to fascynujący pościg przez labirynt męskiego umęczonego umysłu”. Bosley Crowther oceniał Urzeczoną za pośrednictwem „The New York Timesa” jako „najdojrzalszy z wielu melodramatów, które zrobił pan Hitchcock”. Wyróżniał przy tym „mocną teksturę narracji, przepływ ciągłości oraz dialogu”. Odnosząc się do gry aktorskiej, pisał: „Występ Pecka jest powściągliwy i wyrafinowany, właściwy w stosunku do znakomitej roli panny Bergman”. „The Times” w przychylnym tonie oceniał film, podkreślając zręczną koordynację Hitchcocka, ostrość i pomysłową pracę kamery, która wznosi Urzeczoną powyżej typowych hollywoodzkich dreszczowców.
John McCarten z „The New Yorkera” w swojej obszernej recenzji napisał: „Kiedy film przestaje być ezoteryczny i porzuca tajemnicze mamrotanie na dobre, porywający melodramat porusza się w sposób, do którego przyzwyczaił nas Hitchcock… Na szczęście angielski ekspert nie zapomniał o żadnej ze swych sztuczek. Wciąż ma dobry szacunek dla postaci uzupełniających i używa wszystkiego, od gwizdawki pociągu po wielkie orkiestrowe crescendo, by utrzymać podekscytowanie na wysokim poziomie”. Krytyk z branżowego tygodnika „Variety” pisał, że Bergman „pięknie scharakteryzowała graną postać”, a Peck „radzi sobie ze scenami suspensowymi z wielką umiejętnością i ma jedną z najlepszych ról na ekranie”.
Nadmierna ingerencja Selznicka na każdym etapie produkcji spowodowała, że Hitchcock nie był zadowolony z finalnego efektu, określając Urzeczoną jako „kolejną opowieść o pościgu, opakowaną w pseudopsychoanalizę”. „Po prostu kolejny kryminał” – mówił w 1946. Podobne odczucia miała Bergman. Z kolei Peck wyrażał pochlebną opinię o samym filmie, lecz zachowywał krytyczną ocenę własnego występu.
Amerykańskie Towarzystwo Psychoanalityczne (APsaA) wyrażało krytyczną ocenę, podkreślając, że „psychoanalityk w tym filmie przedstawiany jest jako osoba nieprzystosowana, faktyczną sytuację terapeutyczną zaprezentowano nieprawidłowo, a ponadto istnieją inne efekty, które stawiają psychoanalizę w niekorzystnym świetle”.

### Wynik finansowy
Film okazał się sukcesem komercyjnym, dobrze radząc sobie w amerykańskim box offisie od momentu wejścia na ekrany kin. W pierwszym tygodniu wyświetlań zarobił w nowojorskim Astor Theatre 60 tys. dolarów, bijąc dotychczasowy rekord wspomnianego kina należący do Przeminęło z wiatrem z 1939. Z wynikiem 4 milionów 900 tys. dolarów Urzeczona uplasowała się na 3. miejscu w podsumowaniu amerykańskiego box office’u za rok 1945. W zestawieniu uwzględniającym głównie filmy z 1946, z przychodem rzędu 5 milionów dolarów, zajęła 5. lokatę, a w następnym roku kwotę tę szacowano na 6 milionów 387 tys. dolarów. Całkowity przychód brutto ocenia się na 7 do 8 milionów dolarów – co stanowiło najlepszy wynik w dotychczasowej karierze reżyserskiej Hitchcocka.

### Nagrody i nominacje

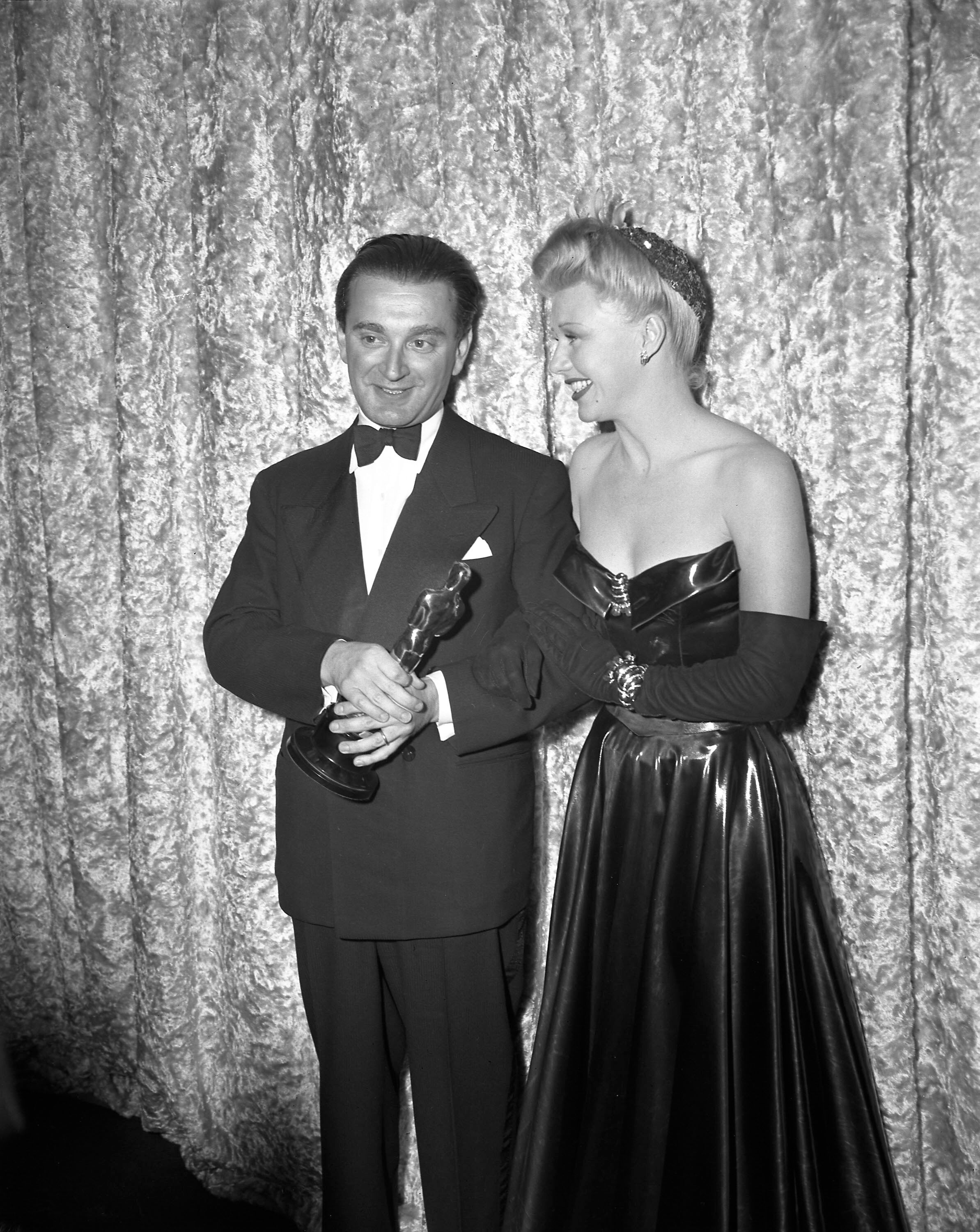
Rózsa z Oscarem za najlepszą muzykę filmową do Urzeczonej (na zdj. razem z Ginger Rogers, 7 marca 1946)

W 1946 Bergman, za rolę doktor Petersen w Urzeczonej i siostry Mary Benedict w dramacie Dzwony Najświętszej Marii Panny (1945, reż. Leo McCarey), została laureatką nagrody Stowarzyszenia Nowojorskich Krytyków Filmowych (NYFCC). Amerykańska Akademia Sztuki i Wiedzy Filmowej (AMPAS) nominowała Urzeczoną w sześciu kategoriach do Oscara – najlepszy film, najlepsza reżyseria, najlepszy aktor drugoplanowy, najlepsze zdjęcia czarno-białe, najlepsza muzyka filmowa w dramacie lub komedii i najlepsze efekty specjalne. 7 marca 1946, podczas 18. ceremonii rozdania statuetek w Grauman’s Chinese Theatre, Miklós Rózsa odebrał nagrodę za najlepszą muzykę filmową. Hitchcock nie pogratulował kompozytorowi zdobycia statuetki, mając uwagi co do muzyki (jednym z zastrzeżeń reżysera było błędne użycie skrzypiec w scenie pocałunku głównych bohaterów). W 1947 film brał udział w konkursie głównym podczas 8. MFF w Wenecji, ubiegając się o Grand International Prize of Venice. Doceniono też kreację Berman, która otrzymała nagrodę Weneckiego Festiwalu Filmowego za najlepszą rolę.
| Rok ceremonii | Nagroda                                                | Kategoria                                       | Odbiorcy i nominowani                | Wynik     | Źródło  |
| ------------- | ------------------------------------------------------ | ----------------------------------------------- | ------------------------------------ | --------- | ------- |
| 1946          | Nagroda Stowarzyszenia Nowojorskich Krytyków Filmowych | Najlepsza aktorka                               | Ingrid Bergman                       | Wygrana   | [ 150 ] |
| 1946          | Nagroda Akademii Filmowej                              | Najlepszy film                                  | David O. Selznick dla United Artists | Nominacja | [ 132 ] |
| 1946          | Nagroda Akademii Filmowej                              | Najlepszy reżyser                               | Alfred Hitchcock                     | Nominacja | [ 132 ] |
| 1946          | Nagroda Akademii Filmowej                              | Najlepszy aktor drugoplanowy                    | Michaił Czechow                      | Nominacja | [ 132 ] |
| 1946          | Nagroda Akademii Filmowej                              | Najlepsze zdjęcia czarno-białe                  | George Barnes                        | Nominacja | [ 132 ] |
| 1946          | Nagroda Akademii Filmowej                              | Najlepsza muzyka filmowa w dramacie lub komedii | Miklós Rózsa                         | Wygrana   | [ 132 ] |
| 1946          | Nagroda Akademii Filmowej                              | Najlepsze efekty specjalne                      | Jack Cosgrove                        | Nominacja | [ 132 ] |
| 1947          | Grand International Prize of Venice (MFF w Wenecji)    | Najlepszy film                                  | Urzeczona                            | Nominacja | [ 154 ] |
| 1947          | Nagroda Weneckiego Festiwalu Filmowego                 | Najlepsza rola                                  | Ingrid Bergman                       | Wygrana   | [ 155 ] |

### Wyróżnienia
Bosley Crowther z „The New York Timesa” zamieścił Urzeczoną w gronie „10 najlepszych filmów 1945”. W 1947 film uplasował się na 5. pozycji w dorocznej ankiecie przeprowadzanej przez „The Film Daily”, w której 559 krytyków ze Stanów Zjednoczonych wyłaniało najlepsze produkcje roku. W 2018 Jake Wilson z „The Age” sklasyfikował obraz Hitchcocka na liście „pięciu najlepszych filmów na dużym ekranie”, argumentując: „Dzisiaj wydaje się to przede wszystkim perspektywicznym portretem kobiety walczącej o władzę w męskim świecie”.

### Analizy i interpretacje

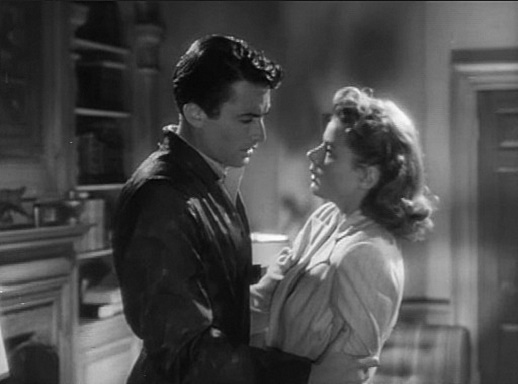
We współczesnych opracowaniach przeważają pozytywne oceny na temat gry aktorskiej Pecka i Bergman (na zdj. w kadrze z filmu Urzeczona)

Donald Spoto, autor kilku książek poświęconych Hitchcockowi i jego twórczości, zwracał uwagę, że podstawową myślą przewodnią filmu jest postać Constance Petersen, która będąc zakochaną podejmuje się próby udowodnienia niewinności prześladowanego mężczyzny, oskarżonego o zbrodnię. W jego ocenie reżyser ciągle udoskonalał wspomnianą myśl, by „jeszcze wyraźniej uwypuklić, jak Constance Petersen zmienia się z oderwanej od świata profesjonalistki w ognistą kochankę”. Spoto podkreślał też fakt, że dopiero postać udręczonego mężczyzny pozwoliła wyzwolić w bohaterce skrywane uczucia i odnaleźć namiętność – do tej pory najgłębsze przywiązanie odczuwała do swego mentora, ojcowskiego doktora Brulova. Autor uważał, że zarówno postać grana przez Bergman, jak i przez Pecka, musiała uwolnić się od blokady emocjonalnej, by móc zaangażować się uczuciowo.
Odnosząc się do symboliki zawartej w sekwencji trzeciego snu, w którym w umyśle bohatera portretowanego przez Pecka Petersen była grecką boginią zamieniającą się w posąg (na etapie montażu sekwencję wycięto, zachowało się tylko kilka fotosów), Spoto uważał, że posąg miał przedstawiać protagonistkę jako namiastkę matki-bogini (stąd kostium Wenus/Kybele) lub też jako kobietę daleką, niedotykalną, klasycznie zimną i sztuczną, z kolei przebijająca szyję strzała – nasuwająca skojarzenie z kolczastym ogrodzeniem, na którym zginął brat Ballantyne’a – sugerowała, jak daleko w umyśle pacjenta może posunąć się jego gniew oraz poczucie winy (powiązanie przekonania o zdolności do popełnienia morderstwa i dwuznacznego uczucia do Petersen jako uzdrowicielki i kochanki). W podsumowaniu pisarz wyrażał przekonanie, że naturalna i pełna niedomówień gra Bergman i Pecka była „źródłem niezniszczalnego i poruszającego uroku”. „Oboje reagują szczerym zaskoczeniem odkrywając potrzeby, których istnienia sobie wcześniej nie uświadamiali. Każde z nich wyrusza w przerażającą podróż samorealizacji, a fakt, że ta podwójna podróż jest tak mało prawdopodobna – to był właśnie cel Hitchcocka. Stworzył on atmosferę, w której te role mogły powstać i po filmie typu Urzeczona stało się jasne, do jakiego stopnia jest on reżyserem aktora”.
François Truffaut, jeden z prekursorów francuskiej Nowej Fali, krytycznie oceniał Urzeczoną, zarzucając filmowi brak fantazji w porównaniu z innymi produkcjami reżysera. Hitchcock uważał, że przyczyną tego stanu rzeczy był temat psychoanalizy. „Baliśmy się odejścia od realności i usiłowaliśmy potraktować przygodę tego człowieka w sposób logiczny”. Pedagog i ksiądz Gene D. Phillips podkreślał sposób przedstawienia przez reżysera koncepcji otwarcia „zamkniętych drzwi umysłu” w scenie pierwszego pocałunku głównych bohaterów. Według niego użycie kadru pokazującego kilka par drzwi, oddalających się w pozornie niekończącym się korytarzu oraz otwierających jedne po drugich, symbolizują zachętę ze strony Petersen do tego, by mężczyzna otworzył „sekretne drzwi”, za którymi znajdują się jego traumatyczne przeżycia. Jim McDevitt i Eric San Juan, autorzy wydanej w 2009 książki A Year of Hitchcock: 52 Weeks with the Master of Suspense, wyrażali mieszaną opinię, argumentując: „Urzeczona to film pełen pięknie nakręconych scen, doskonałej gry aktorskiej i niezapomnianych zawijasów Hitchcocka, ale ostatecznie rozczarowuje. Pełen jest niezrealizowanego potencjału, wyhamowanego przez wady fabularne i wścibską rękę producenta Davida O. Selznicka. Zręczne sekwencje Dalí są słusznie cytowane jako wysokie punkty, ale sam film nie osiąga swojego celu”.
Według Krzysztofa Loski, autora monografii Hitchcock – Autor wśród gatunków (2002), ze względu na powielany motyw niesłusznie oskarżonego i ściganego bohatera (m.in. temat poczucia winy, poszukiwania tożsamości czy potrzeby uczuć) Urzeczona zawiera schemat charakterystyczny dla dreszczowca romantycznego oraz jest summą tematów znanych z wcześniejszych dokonań Hitchcocka. Autor podkreśla, że reżyser skorzystał również z motywów, które stosował w późniejszych produkcjach (wątek terapeutyczny związany z motywem wyznania i spowiedzi [Pod znakiem Koziorożca; 1949, Wyznaję; 1953], zaburzeń psychicznych [Zawrót głowy; 1958, Psychoza; 1960, Marnie; 1964] i sposób budowania kobiecej postaci, ukazującej złożoną motywację psychologiczną). Według Loski Hitchcock uczynił z psychoanalizy oś struktury narracyjnej, będącej nowym wariantem MacGuffina, a także sprowadził ją do stereotypowego wyobrażenia, by „stworzyć pewne ramy fabularne, estetyczny punkt odniesienia”.
Patrick McGilligan w swej analizie filmu podkreślał m.in., że reżyser „starannie zaplanował miłosną historię między Ingrid Bergman i Gregorym Peckiem, w głównej mierze jako wyczyn operatorski. Ich wzajemny hipnotyczny pociąg oddano za pomocą najbardziej zmysłowych, płynnych ruchów kamery i przepysznych długich zbliżeń, które uzewnętrzniały jej pragnienie i jego pełne cierpienia niedowierzanie”. Z kolei Peter Ackroyd dostrzegał, że postać kobiety – w tym przypadku Bergman – „decyduje o pewnej zasadniczej łagodności obrazu”. Autor podkreślał, że po raz pierwszy w filmie Hitchcocka to kobieta jest czynnikiem uzdrawiającym. W podsumowaniu dodał, że poprzez wykorzystanie motywu zamkniętych drzwi, krat i czujnie śledzących oczu Hitchcock stworzył film klaustrofobiczny, ale pełen czułości.

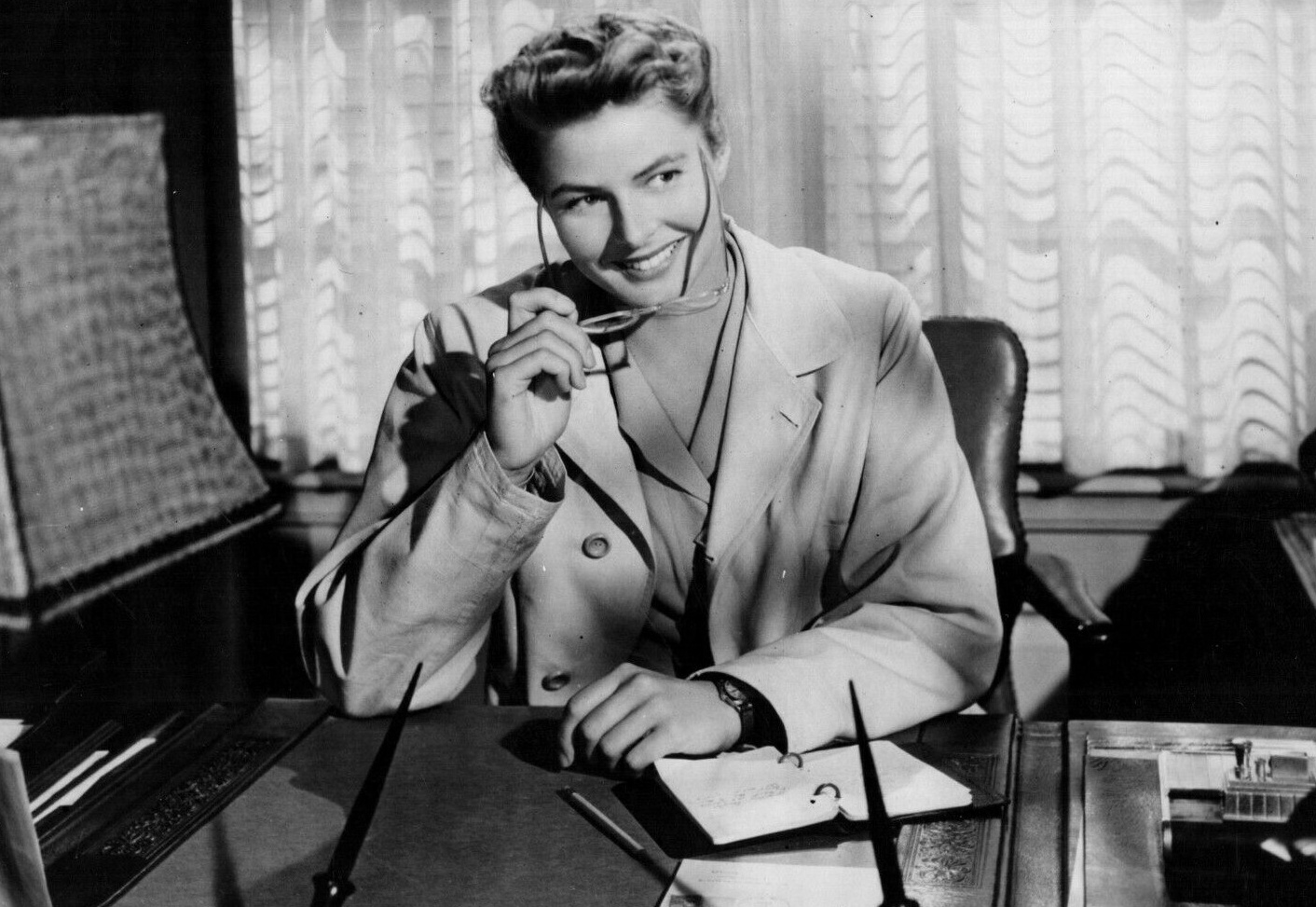
Według autorów analiz Urzeczona jest filmem o procesie indywiduacji głównej bohaterki

Robert Samuels – autor książki Hitchcock’s Bi-textuality (1998) – zwracał uwagę na psychoanalityczny wymiar Urzeczonej, co tyczy się popędu śmierci, objawiającego się w agresywnym zachowaniu bohatera, poprzez które zamierza on zapanować nad tym, co stanowi przyczynę jego lęku. Przyjęcie na siebie odpowiedzialności za śmierć innego człowieka Samuels interpretuje jako próbę uporania się przez bohatera ze śmiercią brata i utratą własnej tożsamości, a amnezja odgrywa rolę mechanizmu obronnego, umożliwiającego mężczyźnie w miarę sprawne poruszanie się w świecie zewnętrznym. Jego wzmożona reakcja na ciemne linie na białym tle – ujawniająca się głównie w obecności Petersen – zdaniem autora jest nie tylko wyrazem lęku przed kobiecością; znaki te oznaczają bowiem pismo, wskazując na nieobecność przedmiotu odniesienia, podkreślając brak, kastrację, której obawia się męski podmiot (Jacques Derrida uważał pismo za system śladów, odnoszących się do siebie wzajemnie, podobnie jak pamięć w koncepcji Freuda, zaś fabuła Urzeczonej, według Loski, „stanowi znakomity sposób przedstawienia psychoanalitycznej historii, gdyż polega na tropieniu i łączeniu ze sobą rozmaitych śladów”). W koszmarze sennym Ballantyne’a Samuels dostrzega symbol lęku przed brakiem dostępu do strefy symbolicznego przedstawienia (nożyce przecinające zasłonę) i oznakę utraty tożsamości (zamaskowana postać, puste karty do gry).
Royal S. Brown w artykule Hitchcock’s ‘Spellbound’: Jung versus Freud z 1980 odczytuje obraz nie przez pryzmat freudowskiej psychoanalizy, lecz w kontekście psychologii głębi Junga, uważając, że Urzeczona jest przede wszystkim filmem o kobiecie, poznawaniu samej siebie; według niego Petersen przechodzi proces indywiduacji, a siłę napędową stanowi jej pragnienie poznania prawdy, odkrycia tajemnicy. Thomas Hyde w rozdziale The Moral Universe of Hitchcock’s Spellbound w książce A Hitchcock Reader (1986) zwracał uwagę, że „wina” Ballantyne’a ma wyraźny podtekst seksualny, ponieważ traumatyczne wspomnienia powracają tylko w obecności kobiety, będącej katalizatorem neurotycznego doświadczenia i obiektem jego agresji.
Volney P. Gay w „Journal of Applied Psychoanlysis” krytycznie oceniał podejście Hitchcocka do psychoanalizy (który nie przykładał znaczącej wagi do „nudnej”, jak pisał McGilligan, autentyczności) w Urzeczonej i Zawrocie głowy.

## Dziedzictwo

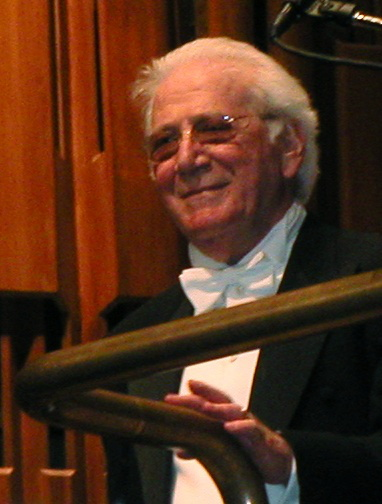
Muzyka z Urzeczonej zainspirowała Jerry’ego Goldsmitha (na zdj. w 2003) do zostania kompozytorem muzyki filmowej

Gene D. Phillips określał Urzeczoną mianem „pierwszorzędnego filmu noir, ponieważ, według niego, koncentruje się na ciemnych zakamarkach ludzkiego umysłu w sposób, który bezpiecznie pozwala go umieścić w parametrach tego gatunku”. Autor dodał, że dzięki tematyce poruszonej w filmie choroba psychiczna stała się ważnym punktem odniesienia dla wielu późniejszych produkcji noir. Leonard J. Leff był zdania, że sukces Urzeczonej bez wątpienia przyczynił się do rozwoju kariery Hitchcocka. Jack Sullivan zwracał uwagę na aspekt muzyczny, podkreślając, że to dzięki niej film do dziś cieszy się większym uznaniem wśród przeciętnego widza niż wśród krytyków – szczególnie ceniony jest przez miłośników twórczości Rózsy i zwolenników theremina. Jak uważał, muzyka była istotnym czynnikiem sukcesu Urzeczonej zarówno przed, jak i po premierze, do tego stopnia, że stanowi kamień milowy w historii muzyki kinowej. Jerry Goldsmith przyznawał, że muzyka Rózsy z Urzeczonej zainspirowała go do zostania kompozytorem filmowym. Michael Dirda, laureat nagrody Pulitzera i kierownik literacki w „The Washington Post”, jako pierwsze skojarzenie z Hitchcockiem i muzyką przywoływał Urzeczoną. „Partytura Rózsy robi głębsze wrażenie niż muzyka w jakimkolwiek innym jego filmie” – argumentował.
Pionierskie zastosowanie theremina przez Węgra miało znaczący wpływ na wykorzystywanie instrumentu w późniejszych latach, główne w produkcjach z gatunku horror i science fiction – m.in. Dimitri Tiomkin w Istocie z innego świata (1951, reż. Christian Nyby), Bernard Herrmann w Dniu, w którym zatrzymała się Ziemia (1951, reż. Robert Wise), Leith Stevens w Zderzeniu światów (1951, reż. Rudolph Maté) i w serialach Strefa mroku, One Step Beyond oraz Po tamtej stronie.
Wpływ filmu Hitchcocka jest zauważalny w serii hollywoodzkich dreszczowców psychologicznych wyprodukowanych pod koniec lat 40. XX wieku, w tym: Shock (1946, reż. Alfred L. Werker), Wir (1949, reż. Otto Preminger) i Osaczona (1949, reż. Max Ophüls). Sekwencja snu Dalí z Urzeczonej stanowiła inspirację dla późniejszych filmowców, w szczególności dla Romana Polańskiego (Wstręt; 1965 i Dziecko Rosemary; 1968). Fragment filmu wykorzystano w komedii romantycznej Zakochani i inni (1970, reż. Cy Howard). W 1977 Urzeczona (wraz z Zawrotem głowy; 1958 i Ptakami; 1963) została sparodiowana przez Mela Brooksa w satyrze komediowej Lęk wysokości.
Urzeczona doczekała się dwóch adaptacji radiowych: pierwsza z nich miała miejsce 8 marca 1948 w Lux Radio Theatre, druga 25 stycznia 1951 w Screen Directors Playhouse. Joseph Cotten w obydwu adaptacjach wcielał się w rolę doktora Edwardesa, któremu partnerowały Alida Valli (1948) i Mercedes McCambridge (1951). 11 lutego 1962 film Hitchcocka zaadaptowano na potrzeby godzinnego epizodu emitowanego w antologii telewizyjnej Theatre ‘62 stacji NBC. W rolach głównych wystąpili Maureen O’Hara (doktor Petersen) i Hugh O’Brian („J.B.”).
Jeden z pokoi hotelu Arthouse w Liverpoolu (o numerze 208), czerpiąc inspirację z filmu, został nazwany „Spellbound”.